# Vụ quyền giám hộ của Britney Spears
Ngày 1 tháng 2 năm 2008, ca sĩ người Mỹ Britney Spears bị đặt dưới quyền bảo hộ không tự nguyện bởi Thẩm phán Reva Goetz, trong đó cha cô James "Jamie" Spears và luật sư Andrew M. Wallet, đóng vai trò người bảo hộ. Quyền bảo hộ kéo dài đến tháng 11 năm 2021.
Việc quản lý quyền bảo hộ của Jamie, Wallet, và cựu quản lý tài chính của Spears Lou M. Taylor, cùng nhiều bên khác, đã gây nên tranh cãi gần như ngay lập tức. Trong khi Spears bị giam giữ tâm thần không tự nguyện vào đầu năm 2008 vì những lo ngại về sức khỏe tâm thần, ban đầu quyền bảo hộ tạm thời chỉ kéo dài vài ngày. Điều đó đã được kéo dài đến nhiều tháng và cuối cùng được thực hiện vĩnh viễn, trước sự phản đối của Spears.
Năm 2019, sự nghiệp của Spears bị gián đoạn khi cha cô phải nhập viện và cô phải đăng ký vào một cơ sở chăm sóc sức khỏe tâm thần với lý do căng thẳng trước tình hình sức khỏe của cha cô. Ngay sau đó, thông tin chi tiết về quyền bảo hộ bị rò rỉ từ bên trong đội ngũ quản lý. Sự bất mãn lâu dài của Spears với quyền bảo hộ được phơi bày trên các tài khoản mạng xã hội và báo chí điều tra. Nhóm pháp lý của Jamie khẳng định rằng quyền bảo hộ là vì lợi ích tốt nhất của Spears và tìm cách duy trì. Vào năm 2020, một phong trào xã hội kêu gọi chấm dứt quyền bảo hộ, #FreeBritney, đã thu hút sự chú ý của giới truyền thông trên toàn thế giới và phát triển đáng kể sau khi một bộ phim tài liệu truyền hình năm 2021 về vấn đề này được phát hành.
Vào tháng 6 năm 2021, Spears đưa ra tuyên bố công khai lần đầu tiên trong quá trình tố tụng tại tòa án và yêu cầu chấm dứt quyền bảo hộ của mình. Cô cáo buộc bị cha mình, gia đình và đội ngũ quản lý lạm dụng; kể chi tiết các trường hợp ngược đãi, ép buộc và xung đột lợi ích. Vào ngày 14 tháng 7, Thẩm phán Brenda Penny trao cho Spears quyền lựa chọn luật sư riêng cho mình, cựu công tố viên liên bang Mathew Rosengart của Greenberg Traurig. Vào ngày 7 tháng 9, Jamie và đội ngũ của ông đã thay đổi quan điểm, nộp đơn yêu cầu chấm dứt quyền bảo hộ để tránh bị sưu tra và lấy lời khai. Thẩm phán Penny đã đình chỉ Jamie vào ngày 29 tháng 9, thay thế ông bằng kế toán John Zabel; điều này cho phép quyền bảo hộ tiếp tục cho đến khi bị chấm dứt. Vào ngày 12 tháng 11, Thẩm phán Penny chính thức chấm dứt quyền bảo hộ.
Tranh chấp và việc chấm dứt quyền bảo hộ sau đó khiến Spears trở thành biểu tượng của cải cách luật bảo hộ và nhân quyền trên khắp Hoa Kỳ, đồng thời đóng vai trò là án lệ cho luật được sửa đổi để chống lại sự lạm dụng quyền ở cấp tiểu bang và liên bang. Những tiết lộ về việc lạm dụng và ngược đãi Spears phải chịu đựng trong thời gian bị kiểm soát cũng như những năm tháng hoạt động trước công chúng đã dẫn đến việc đánh giá lại di sản và hình ảnh trước công chúng của cô, vốn đã bị giới truyền thông và báo lá cải bóp méo nặng nề trong những năm dẫn đến sự suy sụp được đưa tin rộng rãi của cô.

## Bối cảnh
Britney Spears là một ca sĩ, nhạc sĩ, vũ công và diễn viên người Mỹ. Thường được gọi với danh xưng "Công chúa nhạc Pop", cô được cho là người có ảnh hưởng đến sự hồi sinh của dòng nhạc teen pop vào cuối những năm 1990 và đầu thập niên 2000. Spears đã bán được hơn 150 triệu bản trên toàn thế giới, trong đó có hơn 70 triệu bản tại Hoa Kỳ, giúp cô trở thành một trong những nghệ sĩ âm nhạc bán chạy nhất mọi thời đại.
Trong nhiều năm, những rắc rối đời tư của Spears đã được giới truyền thông đưa tin rộng rãi. Giữa những rắc rối này, và có thể ngay từ đầu năm 2005, cha của Spears, Jamie đã "cầu nguyện và nhịn ăn" với giám đốc kinh doanh Lou M. Taylor để đưa Spears vào quyền bảo hộ.
Tháng 9 năm 2006, Spears sinh con trai thứ hai, Jayden James, với người chồng lúc bấy giờ Kevin Federline. Nhiều nguồn tin suy đoán rằng Spears bị trầm cảm sau sinh. Trong tháng 11 cùng năm, Spears đệ đơn ly hôn với lý do xảy ra những khác biệt không thể hòa giải. Cô và Federline đạt được một thỏa thuận toàn cầu vào tháng 7 năm 2007 và đồng ý chia sẻ quyền nuôi hai con trai của họ.
Vào tháng 1 năm 2007, Spears mất đi người dì thân thiết, do ung thư buồng trứng. Vào tháng 2, cô cạo đầu trong một tiệm làm tóc ở Los Angeles và dùng ô tấn công xe của một tay săn ảnh. Trong những tuần và tháng tiếp theo, cô ra vào các cơ sở điều trị và thường xuyên đi cùng cộng sự Sam Lutfi, người sau đó bị buộc tội đã có ảnh hưởng tiêu cực và phải chấp hành nhiều lệnh cấm. Cô cũng bắt đầu mối quan hệ ngắn ngủi với tay săn ảnh Adnan Ghalib.
Tháng 4 năm 2007, Spears sa thải người quản lý Larry Rudolph và chế nhạo đội ngũ của ông, mỉa mai ám chỉ một người phụ nữ đã bảo cô "đi ra ánh sáng và gặp Chúa Giêsu". Đây là quyết định phía gia đình cô không đồng tình. Spears bắt đầu chuyến lưu diễn The M+M's Tour vào tháng 5. Trong tháng 9, cô bị buộc tội với các tội danh cấp độ nhẹ, bao gồm gây nên một vụ tai nạn xe rồi bỏ trốn, sau khi đâm vào một chiếc ô tô đang đỗ; cùng tháng đó, cô trình diễn "Gimme More", đĩa đơn chủ đạo từ album thứ năm sắp phát hành tại giải Video âm nhạc của MTV năm 2007. Màn trình diễn vấp phải những ý kiến chỉ trích từ các nhà phê bình, trong đó họ chỉ trích vũ đạo và thần thái trình diễn trên sân khấu của cô; điều này cũng dẫn đến một video lan truyền trên YouTube của Cara Cunningham "Leave Britney Alone!".
Vào tháng 10 năm 2007, Spears mất quyền nuôi hai con trai vì những lý do không được tiết lộ. Cuối tháng này, cô phát hành album phòng thu thứ năm Blackout (2007). Đây là album đầu tiên của cô không đứng đầu bảng xếp hạng Billboard 200 bởi một số thay đổi vào phút chót trong cách tính doanh số album, tuy nhiên đĩa nhạc vẫn được nhìn nhận là tác phẩm hay nhất và truyền cảm hứng nhất của cô. Hai tháng sau, nhiều nguồn tin tiết lộ rằng Sở Gia đình và Trẻ em Quận Los Angeles đang điều tra các cáo buộc "bỏ rơi và lạm dụng trẻ em" dựa trên các tài liệu của tòa án liên quan đến cuộc chiến giành quyền nuôi con của Spears và Federline.

### Quyền bảo hộ hợp pháp
Quyền bảo hộ là một khái niệm pháp lý tại Hoa Kỳ, theo đó người giám hộ được thẩm phán chỉ định để quản lý các vấn đề tài chính và/hoặc cuộc sống hàng ngày của người khác vì những hạn chế về thể chất hoặc tinh thần. Một cá nhân chịu sự bảo hộ được gọi là "người được bảo hộ", một thuật ngữ có thể dành cho cả người trưởng thành. Quyền bảo hộ cũng có thể áp dụng cho các tập đoàn và tổ chức. Spears phải chịu quyền bảo hộ chứng thực di chúc, một loại bảo hộ gần như kéo dài vô thời hạn. Quyền bảo hộ có thể là "tài sản", trong đó người bảo hộ chịu trách nhiệm quản lý các vấn đề tài chính và các giao dịch tiền tệ khác của người được bảo hộ. Điều này cũng có thể liên quan đến "con người", trong đó người bảo hộ chịu trách nhiệm giám sát hoạt động hàng ngày, chẳng hạn như việc chăm sóc sức khỏe hoặc sắp xếp cuộc sống của người được bảo hộ.
Spears chịu cả quyền bảo hộ tài sản và con người. Tính đến tháng 9 năm 2021, John Zabel là người bảo hộ tài sản của Spears; Jamie Spears là người bảo hộ tài sản từ năm 2008 cho đến khi bị đình chỉ vào năm 2021 và đồng bảo hộ với luật sư Andrew M. Wallet từ năm 2008 cho đến khi ông từ chức vào năm 2019. Trong một thời gian ngắn, Bessemer Trust được chấp thuận để đồng bảo hộ tài sản của Spears cùng với Jamie vào năm 2021 nhưng đã rút lui vài ngày sau lời khai công khai vào ngày 23 tháng 6 và được chính thức chấp thuận.
Người quản lý chăm sóc Jodi Pais Montgomery là người bảo hộ về mặt con người của Spears; trước đây, Jamie là người bảo hộ duy nhất của nữ ca sĩ từ năm 2008 cho đến khi từ chức vào năm 2019. Chồng sắp cưới và người đại diện cũ của Spears, Jason Trawick cũng từng có khoảng thời gian ngắn làm người đồng bảo hộ cá nhân từ năm 2012 đến năm 2013.

## Mốc thời gian

### 2008: Quyền bảo hộ được thành lập

#### Quyền bảo hộ tạm thời và tranh chấp ban đầu
Ngày 3 tháng 1 năm 2008, Spears tự cô lập mình với con trai hai tuổi Sean Preston và con trai một tuổi Jayden James trong phòng tắm, từ chối nhường quyền giám hộ cho Federline và những người đại diện của anh khi thời gian thăm nom của cô kết thúc. Sean Preston, con trai lớn của Spears, đã được đưa cho vệ sĩ của cô. Federline gọi điện cho nhà chức trách, và họ đã đến nơi ở của Spears. Cô được đưa đến Trung tâm Y tế Cedars-Sinai trong sự vây quanh của các tay săn ảnh, bị giam giữ tâm thần không tự nguyện 5150 và phải trải qua bài đánh giá tình trạng tâm thần. Trong khoảng thời gian bị giam giữ, Spears mất quyền thăm nom và Federline một mình nắm giữ quyền giám hộ con cái. Spears được thả sau 24 giờ khi các bác sĩ xác định cô đã ổn định.
Sau khi cô nhập viện, Jamie, luật sư của ông Geraldine Wyle và Taylor trao đổi nhiều email mà sau này bị cáo buộc có liên quan đến việc thảo luận về những người bảo hộ tiềm năng, bao gồm cả chính Taylor hoặc công ty quản lý của cô Tập Đoàn Thể Thao & Giải Trí Tri Star. Họ thảo luận về các thẩm phán cho vụ án, đặc biệt bày tỏ mối quan ngại đối với người "[sẽ] không trao cho Jamie quyền quản lý thuốc hướng thần" cho Spears.

Lou M. Taylor (trái) và Jamie Spears (right) đang rời khỏi Trung tâm Y tế UCLA trong bối cảnh Spears bị giữ lại lần hai

Vào ngày 31 tháng 1, Spears bị tạm giữ lần thứ hai tại Trung tâm Y tế UCLA. Cô được hộ tống khỏi nhà bởi một đoàn xe cứu thương, trực thăng và cảnh sát. Lý do cho lần giữ thứ hai này vẫn gây nên tranh cãi. Một nguồn tin của Spears cho biết đó là do cô từ chối dùng thuốc được chỉ định, trong khi các nguồn khác tiết lộ rằng đó là do bác sĩ tâm thần của cô yêu cầu sau khi ông cảm thấy cần thiết. Lutfi cho biết nữ ca sĩ đã "tự nguyện". Vào năm 2021, một người bạn của gia đình Jaqueline Butcher viện dẫn rằng động cơ giữ lại (và sau đó là quyền bảo hộ) là một cách để loại bỏ Spears khỏi vòng ảnh hưởng của Lutfi, và quyết định này xuất phát từ bác sĩ của cô.
Ngày 1 tháng 2, Ủy viên Tòa án Thượng thẩm Quận Los Angeles Reva Goetz quyết định đặt Spears và tài sản của cô vào quyền bảo hộ tạm thời theo yêu cầu của Jamie, người trở thành đồng bảo hộ cùng với luật sư Andrew M. Wallet. Quá trình phê duyệt dưới thời Goetz được cho là mất 10 phút. Đơn khởi kiện chỉ ra rằng Spears mắc chứng mất trí nhớ; điều này không được chứng thực trên  các tài liệu y tế, bao gồm cả các cuộc kiểm tra có tên của một vị bác sĩ, J. Edward Spar.
Ngày 4 tháng 2, Spears khi đang nằm viện đã liên hệ với Adam Streisand để đại diện cho cô, nhưng anh đã bị loại khỏi tòa sau khi các luật sư xác định rằng Spears "thiếu khả năng thuê luật sư". Tại thời điểm này, Samuel D. Ingham III trở thành luật sư của Spears do tòa án chỉ định, trong khi Vivian Lee Thoreen bắt đầu đại diện cho Jamie. Quyền bảo hộ dự định sẽ kéo dài cho đến thời điểm này; mặc dù vậy, quyển bảo hộ vẫn được giữ nguyên vào ngày 6 tháng 2, khi Spears không còn bị giam giữ.
Vào ngày 22 tháng 2, Spears thuê luật sư Jon Eardley, người lập luận rằng các quyền dân sự của cô đang bị xâm phạm dựa trên quyền bảo hộ, vì những điều đó được thiết lập mà không có "thông báo cần thiết trong vòng 5 ngày" cho Spears, do đó không hợp lệ; ông đã cố gắng đưa vấn đề lên tòa án liên bang. Một lần nữa, luật sư của Jamie lại đệ đơn cho rằng Spears không đủ khả năng để thuê luật sư, và Eardley bị loại khỏi tòa vào ngày 25 tháng 2.
Vào ngày 10 tháng 3, Goetz đưa cho Spears một khoản trợ cấp 1,500 đô la hàng tuần và cô được giảm phí pháp lý do nghĩa vụ tài chính với Federline về quyền nuôi con. Spears tiếp tục được đánh giá tâm lý. Ngoài ra, cô cũng được phép giữ lại luật sư mảng giải trí của mình, cho phép cô xuất hiện với tư cách khách mời trong loạt phim sitcom truyền hình Mỹ How I Met Your Mother.

#### Quyền bảo hộ vĩnh viễn vàBritney: For the Record
Ngày 18 tháng 7, Spears giành lại quyền thăm nom, theo đó nếu tình hình sức khỏe của cô được cải thiện, cô sẽ được trao cơ hội thăm con nhiều hơn. Trong khoảng thời gian này, Spears bắt đầu thực hiện album thứ sáu Circus (2008). Vào ngày 31 tháng 7, quyền bảo hộ tạm thời được gia hạn đến ngày 31 tháng 12. Có thông tin cho rằng hành vi của Spears đã được cải thiện và cô có thể dành nhiều thời gian hơn cho các con của mình.
Vào tháng 9, mẹ của Spears Lynne phát hành Through the Storm, một cuốn hồi ký giúp "hàn gắn" mối quan hệ của cô với Spears. Sách đề cập đến thời thơ ấu và sự nổi tiếng của Spears và em gái Jamie Lynn thông qua góc nhìn của Lynne. Đề cập đến những rắc rối của Spears, Lynne cáo buộc Lutfi đã nghiền nát những viên thuốc và cho chúng vào thức ăn của Spears nhằm mục đích kiểm soát việc sử dụng thuốc của cô. Ngày 28 tháng 10, quyền bảo hộ được Goetz thông qua với hiệu lực vĩnh viễn để bảo vệ Spears khỏi "những ảnh hưởng quá mức", trao cho Jamie quyền kiểm soát vô thời hạn đối với tài sản và các vấn đề cá nhân của Spears. Spears không công khai phản đối quyết định này.
Ngày 30 tháng 11, MTV phát sóng bộ phim tài liệu Britney: For the Record (2008). Trong phim, Spears bày tỏ sự bất bình về cuộc sống dưới sự bảo hộ, nói rằng, "Không còn hứng thú gì, không còn đam mê gì [...] Tôi có những ngày thực sự tốt đẹp, và rồi tôi có những ngày tồi tệ. Ngay cả khi bạn vào tù, bạn biết sẽ có lúc bạn phải ra ngoài. Nhưng trong tình huống này, điều đó sẽ không bao giờ kết thúc. Nó giống như việc mỗi ngày đều lặp lại như Groundhog Day."
Vào tháng 12, Spears được nhà báo Jenny Eliscu phỏng vấn cho tờ Rolling Stone; Eliscu đã liên hệ với Lutfi trong lúc này. Sau đó, Eliscu bị cáo buộc đã sử dụng mối liên hệ này để hỗ trợ Spears tìm kiếm luật sư lần thứ ba vào năm 2009. Ngày 12 tháng 12, tòa án phê duyệt khoản thanh toán 1.5 triệu đô la cho những người bảo hộ, luật sư và những người khác có liên quan đến vụ án. Quyết định này còn bao gồm anh trai của Spears, Bryan, người nhận được 200,000 đô la dưới vai trò người đứng đầu cho một quỹ tín thác mang tên Spears. Lương hàng tháng của Jamie đã tăng từ 12,000 đô la lên hơn 16,000 đô la mỗi tháng.

### 2009–2012: Những năm đầu và sự phát triển pháp lý

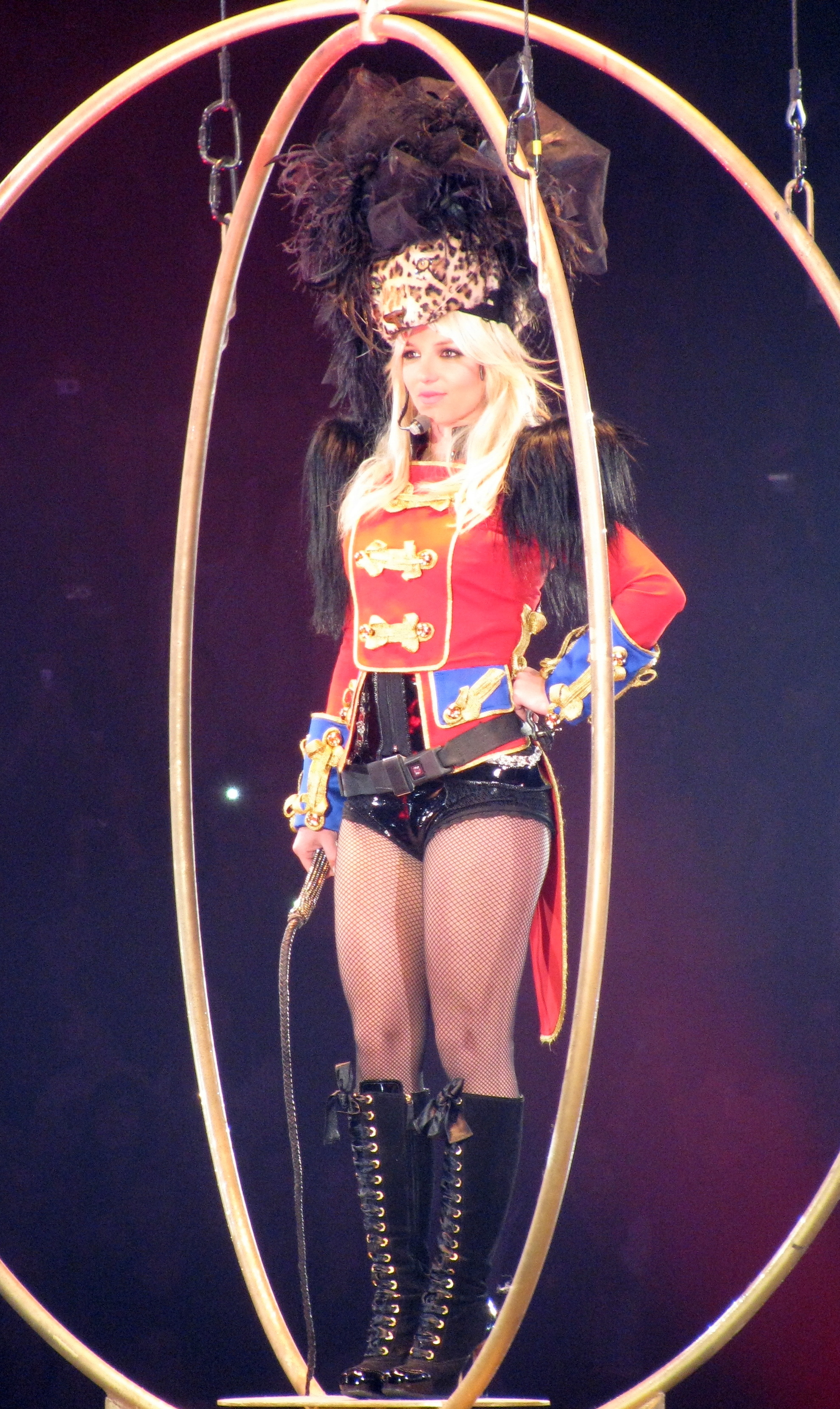
Spears trình diễn trong chuyến lưu diễn The Circus Starring Britney Spears năm 2009.

#### Tranh chấp Lutfi và những nghi ngờ đầu tiên của người hâm mộ
Năm 2009, Spears bắt đầu hẹn hò với quản lý Jason Trawick. Cô cũng bắt tay thực hiện chuyến lưu diễn The Circus Starring Britney Spears, được quản lý bởi đội ngũ của cô, bao gồm Lou Taylor, người đã trở thành Quản lý kinh doanh của cô. Nhiều nguồn tin chỉ ra rằng ở một buổi diễn, Spears cảm thấy "đau khổ" khi lo sợ rằng tiếp xúc với người dùng cần sa sẽ khiến cô thất bại trong bài kiểm tra chất kích thích, và cô sẽ bị tước đi thời gian cho con mình; đội ngũ quản lý của cô cuối cùng đã quyết định rằng đêm diễn sẽ được tiếp tục.
Vào tháng 1, Christina, chị gái của Lutfi đã đưa cho Spears một chiếc điện thoại mà cô không được phép sở hữu; sau đó nó đã được Jamie tìm thấy. Đồng thời, Lutfi và Ghalib liên hệ với luật sư thứ ba là John Anderson. Đến ngày 27 tháng 1, nhà báo Jenny Eliscu đã hỗ trợ Spears ký các văn bản pháp lý yêu cầu thay thế Ingham bằng Anderson, cả hai được cho là đã gặp nhau trong phòng tắm của Khách sạn Montage ở Beverly Hills. Anderson đã thông báo cho Jamie về đơn thỉnh cầu; tuy nhiên, ngày hôm sau, ông đột ngột từ chức, một hành động được xem như hệ quả của một quyết định khác về việc Spears không có khả năng thuê luật sư.
Vào tháng 2, Sam Lutfi bắt đầu theo đuổi vụ kiện gia đình Spears tội phỉ báng do những tuyên bố của Lynne trong Through the Storm. Vào tháng 3, một tin nhắn thoại được cho là của Spears bị rò rỉ trên mạng. Bất chấp lời khai từ Christina, người tiết lộ rằng Spears "sợ cha cô", những tin nhắn thoại và nỗ lực liên lạc qua điện thoại khác giữa Lutfi và Spears, cũng như với bạn trai cũ của cô là Adnan Ghalib và Eardley, đã dẫn đến lệnh cấm ba năm do Thẩm phán Aviva K. Bobb ban hành.
Đến ngày 23 tháng 3, hơn 2.7 triệu USD tài sản của Spears đã được dùng để chi trả cho các luật sư kể từ lúc vụ án bắt đầu. Ngày 27 tháng 3, Jamie đã cố gắng kiện trang web dành cho người hâm mộ BreatheHeavy vì vi phạm bản quyền sau khi chủ sở hữu Jordan Miller cáo buộc ông dàn dựng một vụ "bỏ tù" và "bóc lột" Spears khi tuyên bố "Trả tự do cho Britney". Các báo cáo cho biết Jamie có ý định đóng cửa trang web.

#### Vụ kiện giữaFemme Fatale
Năm 2010, Lou Taylor bắt đầu đại diện một cách chuyên nghiệp cho khối tài sản của Spears, vốn được Jamie và Andrew Wallet bảo hộ trong hai năm.

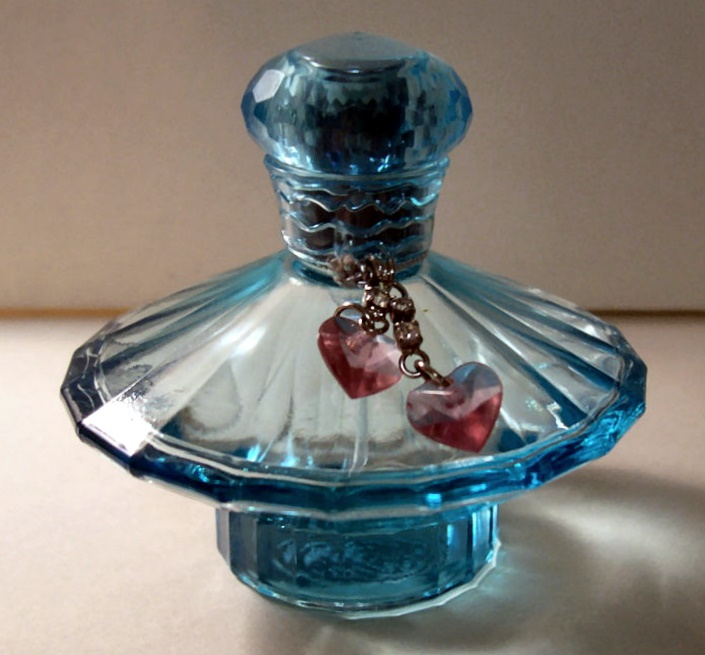
Curious, một trong những loại nước hoa được Spears phát triển với Brand Sense và Elizabeth Arden, Inc.

Ngày 30 tháng 3 năm 2011, vào thời điểm Spears ra mắt album thứ bảy Femme Fatale (2011), công ty giấy phép Brand Sense Partners đã làm đơn kiện tổ chức quản lý tài sản của Spears để đòi hơn 10 triệu đô la, sau khi không trả khoản hoa hồng 35% đã thỏa thuận với công ty mỹ phẩm Elizabeth Arden, Inc. Vụ kiện mô tả hoạt động kinh doanh của tổ chức là "bừa bãi, có chủ đích và áp bức". Tòa án đã ra phán quyết rằng Spears không đủ tư cách để bị cung cấp lời khai hoặc làm chứng, nhưng công ty phản bác rằng "ý niệm này [...] là một sự giả tạo. Cô Spears hiện có đủ năng lực tinh thần, cảm xúc và thể chất để chịu đựng sự căng thẳng của nhiều hoạt động sự nghiệp và cá nhân khác nhau".
Vào tháng 5, Lutfi tiếp tục theo đuổi vụ kiện phỉ báng chống lại Lynne, yêu cầu Spears đưa ra lời khai và khẳng định rằng một bài đánh giá có thể sẽ bác bỏ những tuyên bố của gia đình về tình trạng suy giảm tâm thần của cô. Các chuyên gia của anh lập luận rằng "cô ấy trả lời một cách hợp lý và mạch lạc các câu hỏi, chứng tỏ tư duy logic và năng lực tinh thần", đưa ra ví dụ từ Britney: For the Record và một buổi phỏng vấn trên truyền hình của Spears với Ryan Seacrest.
Đến ngày 21 tháng 7, Quỹ Britney Spears, do Spears thành lập trước khi có quyền bảo hộ, đã xảy ra nhiều thất thoát đáng kể về tài sản, bao gồm cả khoản quyên góp 50,000 đô la cho tổ chức Cơ đốc giáo ở Nashville Mercy Ministries. Những giao dịch này khiến Quỹ Britney Spears, quỹ có mục đích thành lập trại hè trẻ em dành cho những nghệ sĩ biểu diễn có hoàn cảnh khó khăn, chỉ còn tài sản trị giá 17 USD. Theo The New York Times vào năm 2021, Mercy Ministries thường xuyên nhận được khoản hỗ trợ tài chính từ Lou Taylor, vào thời điểm đó, để quảng bá các chương trình liệu pháp chuyển đổi. Các khoản quyên góp của tổ chức quản lý tài sản được cho là đã được Spears chấp thuận, bất chấp sự ủng hộ công khai của nữ ca sĩ đối với các vấn đề LGBTQ+ và ý định hạn chế quyên góp cho các tổ chức tôn giáo.
Ngày 16 tháng 12, Spears tuyên bố đính hôn với Jason Trawick. Vào ngày 12 tháng 3 năm 2012, Forbes đưa tin theo hướng chỉ trích quyền bảo hộ, rằng vụ kiện với Brand Sense đã được giải quyết.

#### Sự tham gia của Jason Trawick vàThe X Factor
Trong phiên tòa xét xử ngày 22 tháng 3, các nguồn tin chỉ ra rằng Spears "tự tin vào khả năng lấy lại quyền kiểm soát cuộc đời mình", nhưng quyền bảo hộ vẫn được duy trì vì "lý do tài chính và pháp lý". Một phần vì việc cô đính hôn, các kế hoạch đã được xem xét để trả lại quyền kiểm soát tài sản cho cô. Mặc dù vậy, vào ngày 25 tháng 4, Trawick đã được Thẩm phán Goetz chấp thuận trở thành người đồng bảo hộ về mặt con người cùng với Jamie, người rất "vui mừng" trước quyết định trên.
Vào cùng ngày, một phiên tòa xét xử của Sam Lutfi trong vụ án bị gia đình Spears phỉ báng được lên lịch. Trong đơn kiện, Lutfi cáo buộc rằng sự suy sụp của Spears là do sử dụng thuốc, và một lần nữa cố gắng kiện Lynne về những tuyên bố của cô trong  Through the Storm. Cuối năm đó, Goetz đã bác bỏ vụ kiện và một lần nữa có thông tin cho rằng quyền bảo hộ khiến Spears không thể làm chứng trước tòa.

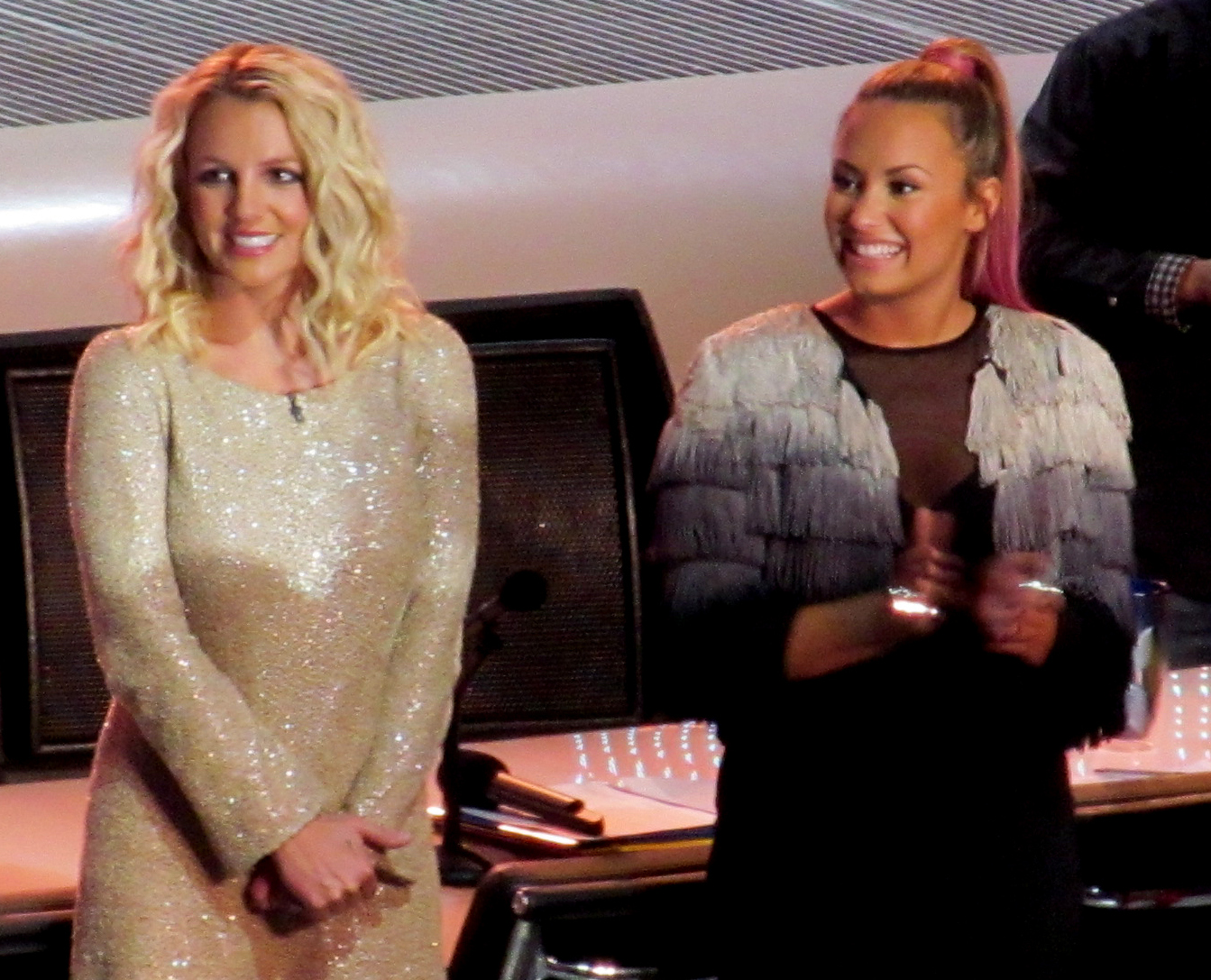
Spears và Demi Lovato trong The X Factor vào tháng 6 năm 2012

Ngày 14 tháng 5, Spears được thông báo sẽ tham gia The X Factor với tư cách giám khảo. Trawick đã "tham gia sâu vào các cuộc đàm phán" về thỏa thuận trị giá 15 triệu đô la, và được Goetz chấp thuận. Louis Walsh, người thay thế Simon Cowell làm ban giám khảo trong vài tập, tuyên bố vào năm 2021 rằng Spears đã phải sử dụng thuốc liều lượng cao, cáo buộc rằng điều này làm suy giảm khả năng hoạt động của cô trong suốt chương trình. Tuy nhiên, Forbes một lần nữa đặt câu hỏi về sự cần thiết của quyền bảo hộ vào năm sau, trích dẫn những thành tích của cô trong chương trình.
Vào tháng 8, Spears được cho là bày tỏ sự thất vọng về việc tiếp tục áp dụng quyền bảo hộ trong The X Factor. Vào tháng 10, có thông tin cho rằng việc sử dụng Internet và điện thoại của Spears đang bị hạn chế và giám sát do vụ kiện của Lutfi.
Vào tháng 1 năm 2013, Spears và Trawick hủy bỏ hôn ước và anh cũng từ chức người đồng bảo hộ cá nhân. Báo cáo tài chính từ năm 2012 sau đó được tiết lộ ra công chúng vào năm 2021, bao gồm "tư vấn về việc giải quyết ly hôn". Điều này khiến một số người tin rằng Spears và Trawick đã bí mật kết hôn trước khi hủy hôn. Trawick phủ nhận điều này và các chuyên gia pháp lý, bao gồm cả đại diện của Kevin Federline, đã bác bỏ tin đồn.

### 2013–2018: Tiếp tục quyền bảo hộ giữa các hoạt động nghề nghiệp

#### Thay đổi cuộc sống và sự nghiệp dưới sự giám sát tài sản
Vào tháng 3, Spears bắt đầu hẹn hò với David Lucado, khiến cha cô phải hoàn tất việc kiểm tra lý lịch về anh. Ngày 29 tháng 3, những người bảo hộ đã tìm kiếm sự chấp thuận của Thẩm phán Goetz về các khoản đầu tư rủi ro hơn cho thương hiệu của Spears, và điều này đã được chấp thuận. Ngày 17 tháng 10, Jamie yêu cầu tòa án tăng mức trợ cấp; ông kiếm được 16,000 đô la một tháng kể từ năm 2008 và yêu cầu tăng thêm 2,000 đô la mỗi tháng.

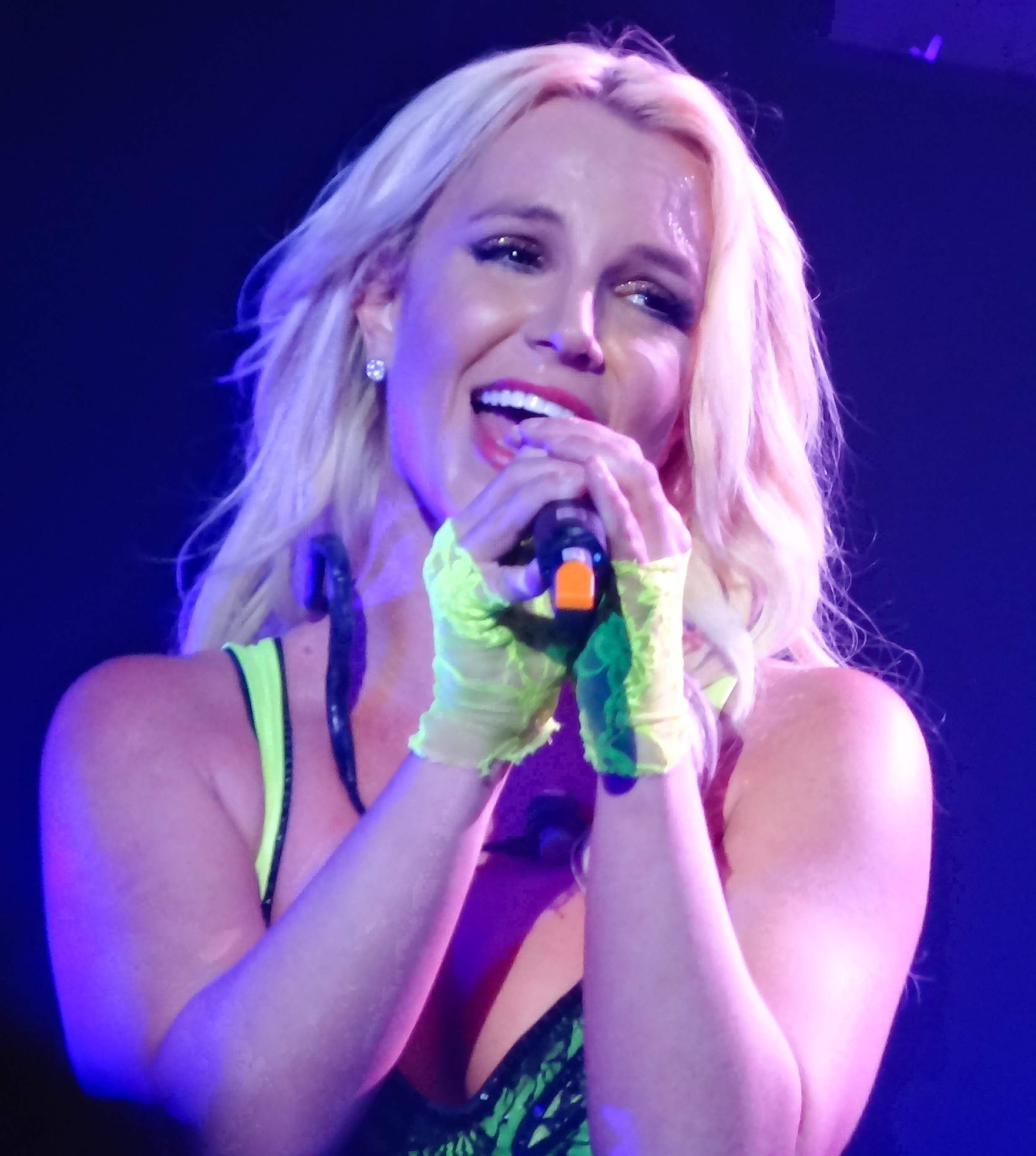
Spears trình diễn trong chương trình cư trú Britney: Piece of Me vào tháng 1 năm 2014

Vào tháng 12, Spears phát hành album phòng thu thứ tám Britney Jean (2013) và bắt đầu diễn cư trú tại Planet Hollywood Las Vegas. Hợp đồng diễn cư trú quy định rằng thỏa thuận giữa tổ chức quản lý tài sản và Caesars Entertainment có thể bị hủy bỏ khi quyền bảo hộ chấm dứt. Công ty của Lou Taylor, Tập Đoàn Thể Thao & Giải Trí Tri Star, có "một vai trò quan trọng [...] lập ngân sách, lên kế hoạch và hỗ trợ đàm phán".
Vào ngày 26 tháng 2 năm 2014, có thông tin cho rằng yêu cầu trợ cấp của Jamie chưa được chấp nhận nhưng ông vẫn tiếp tục đệ đơn; Mức lương của Andrew Wallet với tư cách người đồng bảo hộ được báo cáo là 35,500 đô la mỗi tháng. Ngày 14 tháng 3, những người bảo hộ được cho là đã vay một khoản vay khẩn cấp trị giá 6 triệu đô la, và được Thẩm phán Goetz phê duyệt. Ngày 2 tháng 5, Jamie được chấp thuận thu về 1.5% tổng doanh thu từ hoạt động diễn cư trú của Spears. Vào ngày 21 tháng 8, Spears chia tay với Lucado sau những cáo buộc anh ngoại tình, điều mà anh phủ nhận; sau đó, Jamie cấm Lucado liên lạc với Spears. Vào năm 2014, Britney bị cáo buộc giấu cha cô việc sử dụng Bitcoin để thực hiện các giao dịch mua nhỏ lẻ.

#### Gloryvà những lời chỉ trích tiếp theo
Năm 2015, Spears phát hành đĩa đơn "Pretty Girls", với rapper người Úc Iggy Azalea. Theo Azalea, trước khi ăn trưa với Spears, nhóm của Spears đã khám xét nhà của Azalea để "đảm bảo rằng [cô ấy] không cố giấu bất cứ thứ gì kỳ lạ" và cô không phải "một tác nhân xấu".
Tháng 5 năm 2016, Spears được phép tham gia lấy lời khai trong vụ kiện Sam Lutfi, bốn năm sau khi vụ án được đưa ra xét xử lần đầu. Hai ngày sau, The New York Times xuất bản một bài báo liên quan đến quyền bảo hộ chứng thực di chúc kéo dài tám năm, cho thấy rằng việc lấy lời khai của Spears là một dấu hiệu thể hiện việc những người bảo hộ có thể đã bắt đầu "dỡ bỏ các quy định nghiêm ngặt mà cô phải tuân theo". Lucado được trích dẫn trong bài báo, nói rằng "nếu ai đó thấy sự tương tác của cô ấy với các con, họ sẽ biết rằng không cần có quyền bảo hộ đối với cuộc sống cá nhân của Britney".
Bài viết cũng chỉ trích khía cạnh tài chính của quyền bảo hộ, trích dẫn lời của Elaine Renoire, chủ tịch Hiệp hội Ngăn chặn Lạm dụng Người giám hộ Quốc gia, rằng "miễn là cô ấy mang về nhiều tiền như vậy và miễn là các luật sư và người bảo hộ được trả tiền, có rất ít động lực để kết thúc điều đó". Bài báo cũng đưa tin rằng Spears đã được trả lại một số quyền tự do đáng kể so với thời điểm bắt đầu quyền bảo hộ, rằng cô đạt được những tiến bộ đáng kể về sức khỏe của mình, đồng thời các thủ tục tố tụng tại tòa án và luật sư đã sẵn sàng để bảo vệ nữ ca sĩ khỏi mọi hành vi lạm dụng quyền lực.
Năm 2016, Spears phát hành album phòng thu thứ chín Glory (2016), và quảng bá album song song với lịch trình biểu diễn lưu trú. Việc quảng bá album bao gồm màn trình diễn tại giải thưởng Âm nhạc Billboard năm 2016 và giải Video âm nhạc của MTV năm 2016, cũng như xuất hiện trên nhiều chương trình truyền hình. Trong một cuộc phỏng vấn để quảng bá album trên The Jonathan Ross Show, Spears đề cập đến quyền bảo hộ nhưng những chi tiết này sau đó đã bị cắt khỏi nội dung khi phát sóng. Năm 2017, Spears bắt đầu chuyến lưu diễn quốc tế đầu tiên sau sáu năm, Britney: Live in Concert, kéo dài một tháng và được mô phỏng theo chương trình lưu trú Britney: Piece of Me.
Vào tháng 3 năm 2018, có thông tin cho rằng Jamie đang cân nhắc việc chấm dứt quyền bảo hộ sau khi kết thúc chuyến lưu diễn Piece of Me Tour. Những nguồn tin thân cận với Spears cũng xác nhận điều này, nói rằng cô "cảm thấy đủ tự tin để kiểm soát lại cuộc đời mình".
Vào tháng 10, Spears công bố Britney: Domination, chương trình biểu diễn lưu trú thứ hai ở Las Vegas của cô, tại Park MGM bắt đầu từ tháng 2 năm 2019. Spears dự kiến sẽ kiếm được hơn 500,000 đô la cho mỗi đêm diễn. Ngày hôm sau, Andrew Wallet yêu cầu tòa án tăng thù lao bảo hộ lên tới 426,000 đô la mỗi năm, với lý do "tình hình sức khỏe ngày cải thiện và có khả năng cô chú tâm", tiết lộ rằng "vài năm tới hứa hẹn sẽ rất sinh lợi". Ông gọi quyền bảo hộ là một "mô hình kinh doanh kết hợp".

### 2019–2020: Sự nghiệp gián đoạn và #FreeBritney

#### Hoãn Britney: Domination và bắt đầu gián đoạn
Ngày 4 tháng 1 năm 2019, Spears quyết định hoãn vô thời hạn Britney: Domination sau khi cha cô phải nhập viện vì thủng ruột tự phát đe dọa đến tính mạng. Spears nói rằng cô đã tìm cách "dành toàn bộ sự tập trung và sức lực của mình cho gia đình vào thời điểm này". MGM Resorts cho biết Spears đã bắt đầu "gián đoạn công việc vô thời hạn".
Vào tháng 3, Wallet yêu cầu tòa án được từ chức, và được chấp nhận vào ngày hôm sau. Wallet tuyên bố trong các tài liệu của tòa án rằng "quyền bảo hộ tham gia vào nhiều hoạt động kinh doanh đang diễn ra cần được quan tâm tức thì" và "những tổn thất không thể khắc phục và nguy hiểm tức thời sẽ xảy ra với người được bảo hộ và tài sản của cô ấy nếu sự trợ giúp được yêu cầu ở đây không được chấp thuận". Hành động trên khiến Jamie Spears trở thành người bảo hộ tài chính duy nhất của Britney Spears. Ngay sau đó, Forbes xuất bản một bài báo đặt câu hỏi rằng liệu quy trình quản lý có thể tiếp tục vô thời hạn sau khi Wallet từ chức hay không. Tờ báo cũng đưa tin rằng Spears không thể kết hôn với bạn trai ba năm của cô, nam diễn viên Sam Asghari, nếu không có sự chấp thuận của cơ quan bảo hộ.
Ngày 3 tháng 4, có thông tin cho rằng Spears đã đến cơ sở chăm sóc tâm thần một tuần trước đó do cô quá đau buồn trước tình hình sức khỏe của cha cô. Spears cũng xác nhận điều này thông qua một bài đăng trên Instagram, bài đăng trên mạng xã hội đầu tiên của cô sau gần ba tháng, chia sẻ rằng cô cần dành "một chút 'thời gian cho riêng mình'".

#### Bắt đầu phong trào #FreeBritney
Vào giữa tháng 4, một trợ lý luật sư ẩn danh đã liên hệ với Tess Barker và Barbara Gray, những người đồng chủ trì podcast cho người hâm mộ Britney Spears mang tên Britney's Gram, thông qua một tin nhắn thoại. Barker và Gray tuyên bố đã tự xác minh danh tính của vị trợ lý luật sư. Vị trợ lý tuyên bố rằng trước đây từng làm việc cho vụ án về quyền bảo hộ của Spears và cảm thấy mâu thuẫn với các báo cáo công khai về việc hoãn lại Britney: Domination và việc Spears tiếp tục ở lại cơ sở tâm thần.
Vị trợ lý pháp lý tuyên bố rằng Spears "không dùng thuốc theo chỉ định" và từ chối dùng thuốc mới; dẫn đến việc Jamie rút lại sự ủng hộ của ông với chương trình cư trú tại Vegas, sau đó kế hoạch đã bị hoãn vô thời hạn. Ông cũng khẳng định rằng Jamie đã "nói nguyên văn, 'đổ lỗi cho căn bệnh của tôi'", cũng như cáo buộc Jamie đã đưa Spears đến cơ sở tâm thần vào giữa tháng 1 vốn sớm hơn so với tuyên bố chính thức được đưa ra và tiết lộ rằng "không có ngày kết thúc, đặc biệt là trước khi thời gian lưu trú tại cơ sở tâm thần này kết thúc". Mặc dù người trợ lý thừa nhận rằng ông chưa nói chuyện với chính Spears, nhưng ông nói rằng việc ở lại "hoàn toàn không phải là quyết định đến từ cô".
Người hâm mộ Spears bắt đầu chia sẻ hashtag "#FreeBritney" trên Twitter và Instagram, kêu gọi đưa Spears ra khỏi viện tâm thần. Vấn đề còn được thảo luận trên các chương trình truyền hình bao gồm The Talk. Paris Hilton, một người bạn thân của Spears, sử dụng hashtag #FreeBritney trong một bình luận trên Instagram. Mẹ của Spears, Lynne cũng thích những bình luận trên Instagram đề cập đến hoàn cảnh của Spears.

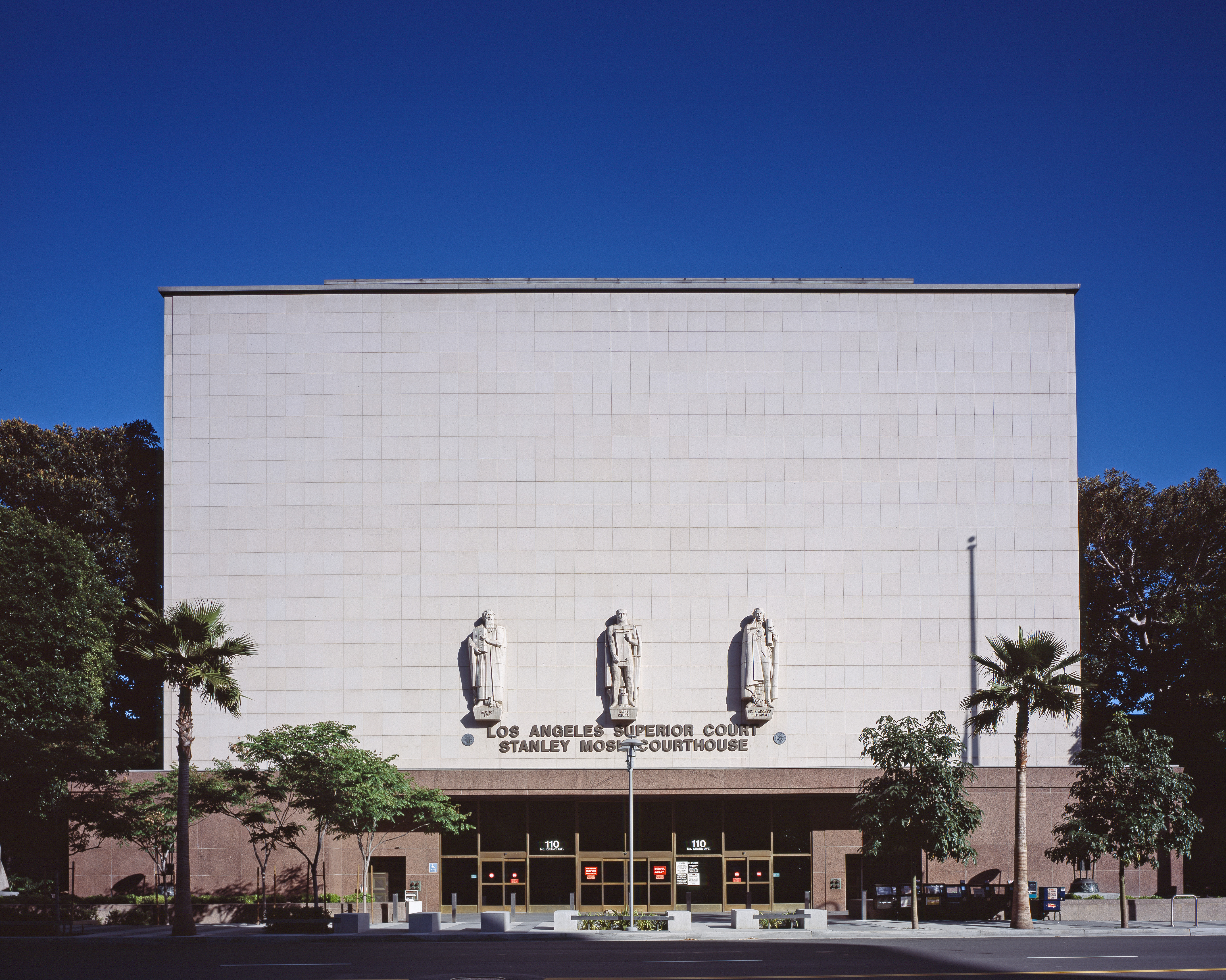
Tòa án Stanley Mosk

Những người hâm mộ bao gồm cả những chủ trì của Britney's Gram đã tập trung bên ngoài Tòa thị chính Tây Hollywood trong cuộc biểu tình #FreeBritney đầu tiên. Đáp lại, Spears đăng một đoạn video của mình lên Instagram nói rằng "tất cả đều ổn", và kèm theo tuyên bố rằng cô đánh giá cao sự quan tâm nhưng yêu cầu sự riêng tư "để đối phó với tất cả những điều khó khăn mà cuộc sống đang ném vào [cô ấy]".
Ngay sau đó, mẹ của Spears Lynne Spears đã nộp đơn để tiếp nhận thông tin cập nhật về quyền bảo hộ của con gái bà một cách hợp pháp; trước đây bà không đóng bất kỳ vai trò pháp lý hoặc chính thức nào. Ngày 10 tháng 5, Spears và mẹ cô xuất hiện tại phiên điều trần đầu tiên về tình trạng quyền bảo hộ kể từ khi cô ở lại cơ sở tâm thần; có thông tin cho rằng Spears đã phát biểu trong quá trình tố tụng. Những người hâm mộ Spears và những người ủng hộ #FreeBritney cũng tổ chức một cuộc biểu tình thứ hai tại Tòa án Stanley Mosk, địa điểm diễn ra các thủ tục tố tụng. Trong khoảng thời gian này, Spears được thả khỏi trại tâm thần và được cấp một chiếc điện thoại di động chỉ cho phép gọi điện.
Trong thời gian này, những người bảo hộ và quản lý của Spears bắt đầu phản đối phong trào #FreeBritney và các thuyết âm mưu phong trào này đề cập. Jamie Spears bắt đầu kiến nghị mở rộng quyền bảo hộ ra ngoài California tới các tiểu bang và vùng lãnh thổ khác của Hoa Kỳ, bao gồm cả tiểu bang nơi cô sinh ra Louisiana, cũng như Hawaii và Florida; sau đó, quyền bảo hộ mở rộng đến Alabama, Arizona, Georgia, Massachusetts, Michigan, Tennessee, Virginia và Washington, D.C.. Jamie kiện blogger và người ủng hộ #FreeBritney Anthony Elia, người tạo ra trang web Absolute Britney, vì tội phỉ báng sau khi Elia cho rằng Jamie đang thao túng trang Instagram của Spears. Quản lý kinh doanh của Spears, Lou M. Taylor cũng kiện một người ủng hộ #FreeBritney khác vì tội phỉ báng, sau khi người này sử dụng tên của Taylor cho các miền trang web cáo buộc cô chủ mưu đối với quyền bảo hộ Spears.

#### Jamie giảm bớt vai trò giữa những biến cố gia đình
Ngày 24 tháng 8, Sean Federline tham gia vào một "cuộc ẩu đả thể xác" với Jamie trong một dịp đến thăm gia đình, trong đó Jamie đã phá cửa, "đặt tay lên người [Sean]" và "rung lắc dữ dội" anh sau một cuộc tranh cãi bằng lời nói. Sean không bị thương trong vụ việc, dựa theo những gì anh trai Jayden quan sát được. Kevin Federline và luật sư Mark Vincent Kaplan sau đó báo cáo sự việc đến cảnh sát, nói thêm rằng chính Spears đã tách các con ra khỏi ông ngoại của chúng ngay khi biết được vụ việc. Ngày 25 tháng 8, họ được cấp lệnh cấm tạm thời đối với Jamie.
Vào ngày 28 tháng 8, Spears và Federline quyết định sửa đổi thỏa thuận giám hộ của họ, với quyền giám hộ của Spears giảm từ 50 xuống 30%. Mặc dù thỏa thuận đã được thiết lập vào năm 2018 nhưng chỉ được chính thức hóa sau mâu thuẫn trên. Trên thực tế, Spears chỉ giữ bọn trẻ lại 10% thời gian dưới sự giám sát. Sau khi điều tra, Jamie không bị buộc tội do không đủ bằng chứng. Spears cảm thấy "rất tức giận" về vụ việc và cảm thấy điều đó khiến quyền giám hộ của cô "gặp nguy hiểm".
Vào ngày 6 tháng 9, Jamie từ chức người bảo hộ cá nhân do cuộc xung đột. Ông vẫn là người bảo hộ tài sản trong khi Jodi Montgomery, "người quản lý chăm sóc" của Spears, trở thành người bảo hộ cá nhân thay thế ông. Ngày 17 tháng 12, Jamie được tuyên thắng kiện trước Elia.
Ngày 4 tháng 3 năm 2020, Jayden Federline tương tác trực tiếp với người hâm mộ trên tài khoản Instagram cá nhân của anh, đưa ra bình luận về khoảng thời gian gián đoạn của mẹ anh và mối quan hệ của cô với Sam Asghari. Jayden cho biết anh nghĩ Jamie là "một tên khốn", được các nguồn tin suy đoán có liên quan đến vụ ẩu đả gần đây. Anh do dự khi đưa ra bất kỳ tuyên bố nào về #FreeBritney. Anh bày tỏ sẽ chia sẻ nhiều hơn nếu đạt được năm nghìn người theo dõi; tuy nhiên, tài khoản của anh đã được đặt ở chế độ riêng tư và tất cả các bài đăng trên trang của anh đều bị xóa ngay sau đó. Mark Vincent Kaplan nói rằng Federline "không hài lòng" và giải quyết "bằng lối hành xử mà mọi người vẫn mong đợi ở một vị phụ huynh có trách nhiệm.

#### Hoạt động TikTok
Do đại dịch COVID-19, phiên điều trần ngày 21 tháng 4 đã bị hoãn đến ngày 22 tháng 7 và các lệnh tạm thời về quyền bảo hộ được kéo dài đến tháng 8, bao gồm cả tư cách tạm thời của Jodi Montgomery là người bảo hộ cá nhân.
Vào ngày 2 tháng 7, Spears đăng tải một video trên TikTok làm dấy lên nhiều đồn đoán rộng rãi về tình trạng sức khỏe của cô, khiến #FreeBritney trở thành xu hướng và thu hút sự ủng hộ của nhiều người nổi tiếng. Sự giám sát của công chúng đối với quyền bảo hộ cũng lan truyền nhiều thuyết âm mưu về sức khỏe và quyền lợi của cô. Giữa xu hướng này, tin tức về hashtag bắt đầu tăng lên; Vox mô tả đây là "lời kêu gọi quen thuộc". Những người ủng hộ bắt đầu một bản kiến nghị trên Change.org và một bản kiến nghị đến Nhà Trắng nhằm kêu gọi một cuộc điều tra của quốc hội về quyền bảo hộ; cả hai đều nhận được hàng trăm nghìn người tham gia.
Ngày 12 tháng 7, nhiếp ảnh gia Andrew Gallery, người từng làm việc với Spears vào năm 2008, đăng tải một loạt video TikTok nhằm chia sẻ một bức thư cách đây nhiều năm do cô viết ở ngôi thứ ba. Ông khẳng định đó là bản sao của bản gốc đã bị những người bảo hộ "hủy bỏ". Bức thư mô tả các sự kiện trong năm 2008 khác với những thông tin được đăng tải trước đó, đồng thời nói rằng "cô ấy bị lừa dối và dàn dựng. Các con của cô ấy bị bắt đi và khiến cô mất kiểm soát, điều mà bất kỳ người mẹ nào cũng sẽ làm trong hoàn cảnh đó". Spears cũng viết rằng quyền bảo sẽ tiếp diễn "khi mọi người được trả tiền".
Ngày 13 tháng 7, Lynne nộp đơn xin thông báo về tất cả các quyết định tài chính liên quan đến quyền bảo hộ. Vào ngày 22 tháng 7, cả Jamie và Lynne đều xuất hiện tại phiên điều trần bị hoãn trước đó trên Zoom. Spears không xuất hiện như dự kiến do "sự cố kỹ thuật". Trong phiên điều trần, một phán quyết mới được đưa ra nhằm ngăn chặn công chúng khỏi tất cả các thủ tục tố tụng trong tương lai về quyền bảo hộ. Những nhà hoạt động #FreeBritney, được thúc đẩy bởi xu hướng TikTok, một lần nữa xuất hiện trực tiếp tại Tòa án Stanley Mosk trong quá trình tố tụng.
Ngày 23 tháng 7, Bryan Spears xuất hiện trên một podcast và mô tả quyền bảo hộ là "sự thất vọng" đối với cô. Mặc dù anh nói rằng nữ ca sĩ "luôn muốn thoát khỏi" chuyện này, nhưng anh khẳng định rằng sự sắp xếp này là "một điều tuyệt vời đối với gia đình [anh ấy]". Anh nói thêm rằng Jamie đã "làm tốt nhất có thể" với hoàn cảnh gia đình. Jamie tiếp tục khẳng định rằng phong trào #FreeBritney chỉ dựa trên thuyết âm mưu, gọi đó là "một trò đùa" và lên án những lời dọa giết, đồng thời phủ nhận mọi cáo buộc lừa đảo.

#### Vụ kiện tụng giữa #FreeBritney và lời chứng thực công khai đầu tiên
Vào tháng 8, có thông tin cho rằng thủ tục liên quan đến quyền bảo hộ đã tiêu tốn của Spears hơn 1 triệu đô la chỉ trong năm 2019. Trong cùng tháng, Lou Taylor từ chức giám đốc kinh doanh sau khi cô nhận được nhiều lời dọa giết từ các nhà hoạt động #FreeBritney vì mối liên hệ của cô với vụ án.
Đầu tháng 9 năm 2020, Jamie đệ đơn yêu cầu niêm phong một số hồ sơ liên quan đến vụ việc khỏi công chúng. Vào ngày 4 tháng 9, Sam Ingham đã nộp các tài liệu phản hồi, trong đó có sự ủng hộ công khai đầu tiên về #FreeBritney từ nhóm pháp lý của Spears:
Không phải là thuyết âm mưu hay một "trò đùa" như James đã nói với giới truyền thông, phần lớn sự xem xét kỹ lưỡng này là có lý do và thậm chí có thể tiên đoán được việc James sẽ đánh mạnh vào quy trình niêm phong trong nhiều năm để giảm thiểu lượng thông tin có ý nghĩa được đưa đến công chúng. Bất kể chiến lược của ông ấy có giá trị thế nào cách đây nhiều năm khi Britney đang cố gắng bắt đầu lại sự nghiệp của mình, thì tại thời điểm này khi cô ấy muốn giành lại một số biện pháp tự chủ cá nhân, Britney hoan nghênh và đánh giá cao sự ủng hộ đầy hiểu biết của nhiều người hâm mộ cô ấy. Mặc dù động thái niêm phong được cho là để "bảo vệ" cô nhưng bản thân Britney lại kịch liệt phản đối nỗ lực này của cha cô nhằm giấu kín cuộc đấu tranh pháp lý của cô trong ngăn tủ như một bí mật gia đình.

Ngày 10 tháng 11, Thẩm phán Brenda J. Penny đã chấp thuận yêu cầu bổ nhiệm Bessemer Trust của Spears. Trong quá trình tố tụng tại tòa, Ingham tiết lộ rằng Spears nói với anh rằng cô sợ cha mình và đã chọn không trình diễn khi ông còn là người bảo hộ. Mặc dù vậy, luật sư Vivian Lee Thoreen của Jamie tuyên bố rằng không có một "mảnh bằng chứng" nào chứng thực cho tuyên bố của Ingham.

### 2021: Lấy lời khai công khai và chấm dứt quyền bảo hộ

#### Công chúng phản đối kịch liệt sauFraming Britney Spears
Ngày 4 tháng 2 năm 2021, The New York Times phát hành bộ phim tài liệu truyền hình được đề cử giải Emmy Framing Britney Spears (2021), do Samantha Stark đạo diễn. Bộ phim thu hút được sự chú ý lớn của công chúng và đưa #FreeBritney vào sự chú ý của dòng chính. Bộ phim bao gồm lời khai từ nhiều nhân vật khác nhau trong cuộc đời của Spears, bao gồm cả trợ lý cũ Felicia Culotta và cựu luật sư Adam Streisand. Nhiều cá nhân khác cũng xuất hiện bao gồm các tay săn ảnh, nhân vật truyền thông, chuyên gia âm nhạc và các nhà hoạt động #FreeBritney. Luật sư cũ của Jamie, Vivian Lee Thoreen, người không còn đại diện cho ông vào thời điểm ghi hình, đã xuất hiện; sau đó cô gia nhập lại nhóm pháp lý của Jamie.
Phần lớn bộ phim làm sáng tỏ cách truyền thông mô tả Spears như một nhân vật "siêu gợi dục", và cách quan điểm sai lệch trên đóng vai trò thế nào trong việc "báo lá cải đeo bám không ngừng". Tác phẩm còn dấy lên sự chỉ trích với tay săn ảnh Daniel Ramos, người xuất hiện trong phim. Bộ phim cũng miêu tả Justin Timberlake sau khi chia tay với Spears và những mối quan hệ nổi tiếng khác của anh; Timberlake đã xin lỗi trong một bài đăng trên Instagram, trong đó cũng gửi lời xin lỗi đến Janet Jackson liên quan đến Tranh cãi buổi diễn giữa giờ Super Bowl XXXVIII. Người dẫn chương trình Hà Lan Ivo Niehe, nhà báo Diane Sawyer, cựu Đệ nhất phu nhân Maryland Kendel Ehrlich, nhà báo Matt Lauer và diễn viên hài Sarah Silverman cũng phải đối mặt với nhiều chỉ trích vì những bình luận trước đây về nữ ca sĩ. Ngược lại, Craig Ferguson được đánh giá cao khi từ chối nói đùa về những khó khăn của Spears khi một phân đoạn trước đây trong chương trình của anh được lan truyền.
Đáp lại sự phản đối kịch liệt, Sam Asghari đưa ra một tuyên bố trên Instagram rằng anh "không tôn trọng bất kỳ ai đang cố gắng kiểm soát mối quan hệ của chúng tôi và liên tục ném chướng ngại vật cản đường chúng tôi", coi Jamie là "một tên khốn đúng nghĩa". Bản thân Spears cũng khẳng định rằng cô không xem hết bộ phim, nhưng một số đoạn cô đã xem khiến cô "xấu hổ", nói thêm rằng cô đã "khóc suốt hai tuần".
Ngày 3 tháng 3, Vivian Lee Thoreen biện minh cho vai trò người bảo hộ của Jamie xuất phát từ việc bảo vệ tài chính và các thỏa thuận quyền nuôi con của Spears, đồng thời nói rằng các nhà điều tra của tòa án đã cho phép quyền bảo hộ được tiếp tục dưới sự giám sát của họ. Cô cũng tuyên bố rằng Jamie "không muốn gì hơn" ngoài việc chấm dứt quyền bảo hộ của Spears, và hành động của ông là vì lợi ích tốt nhất của cô. Vào cuối tháng 3, Ingham kiến nghị giữ vai trò của Jodi Montgomery vĩnh viễn và loại bỏ hoàn toàn Jamie. Vào ngày 1 tháng 4, Jamie yêu cầu Spears trả 2 triệu đô la phí pháp lý do số vụ kiện tụng ngày càng gia tăng.

#### Lời khai ngày 23 tháng 6 và kết quả
Tại những buổi tố tụng thông thường vào ngày 27 tháng 4 năm 2021, Sam Ingham bày tỏ với tòa rằng Spears yêu cầu được nói chuyện trực tiếp với Thẩm phán Penny và "trên cơ sở khẩn cấp". Thẩm phán Penny ấn định ngày lấy lời khai là ngày 23 tháng 6. Vào ngày 17 tháng 6, một "bên liên quan" mang tên Stan Wantuch đã đệ đơn yêu cầu chấm dứt quyền bảo hộ. Ingham nói rằng anh "[không] biết gì về việc nộp đơn". Wantuch dường như không liên quan gì lớn đến vụ án nhưng tự nhận mình là "bạn", "con nợ" và "người thừa kế" của Spears. Đơn khởi kiện yêu cầu một khoản phí 90 đô la, nhưng khoản phí này đã được tòa án miễn.
Ngày 22 tháng 6, The New York Times đưa tin rằng, trong các tài liệu mật mà tòa soạn báo có được, Spears bày tỏ mong muốn chấm dứt quyền bảo hộ từ lâu trước khi điều này được công khai, nói rằng điều luật có "quá nhiều quyền kiểm soát". Spears cũng đề cập đến chứng nghiện rượu của cha cô khi đặt câu hỏi về khả năng làm người bảo hộ cho cô. Bài báo cũng trình bày chi tiết về mối quan hệ căng thẳng giữa Spears và cha cô, Jamie.
Một ngày trước khi lấy lời khai, Spears đã gọi 911 từ điện thoại ở sở cảnh sát và trình báo mình là nạn nhân của việc lạm dụng quyền bảo hộ. Cảnh sát sau đó đến gặp Spears tại nơi ở của cô. Vào tháng 9, nhà báo Ronan Farrow đưa tin rằng Spears có ý định "thiết lập [...] một điều gì đó bất hợp pháp đang xảy ra". Do cuộc gọi này không được công khai do tính chất "một cuộc điều tra đang diễn ra", nhóm của Spears được cho là đã thảo luận về các hành động cần thiết nếu cô ấy "lừa gạt".
Ngày 23 tháng 6, Spears làm chứng trong một phiên tòa công khai được truyền âm thanh đến giới truyền thông và công chúng. Trong một tuyên bố dài 24 phút, Spears trình bày chi tiết các trường hợp cô bị ép buộc phải làm việc hoặc biểu diễn và bị dọa kiện cũng như hạn chế về lối sống nếu cô không hợp tác; cô cho rằng quyền bảo hộ là lạm dụng. Spears cho biết các chuyên gia y tế đã kê đơn thuốc cho cô, bao gồm cả lithium, mà không được cô đồng ý; so sánh khoảng thời gian tại cơ sở chăm sóc tâm thần năm 2019 với việc buôn bán tình dục; bày tỏ rằng cô phải chịu những đánh giá tâm lý không cần thiết và quá mức; tuyên bố rằng những người bảo hộ đã không cho cô được tự chăm sóc bản thân; và chia sẻ rằng cô đã bị cấm kết hôn và sinh con, bằng cách đặt vòng tránh thai mà không có sự đồng ý của Spears, và cô cũng không được phép tháo bỏ.
Spears tiết lộ rằng những tuyên bố của cô nhằm khẳng định việc sức khỏe của cô đã bị truyền thông sai sự thật. Cô bày tỏ trong suốt tuyên bố của mình rằng cô cảm thấy "bị sốc", "bị tổn thương", "tức giận đến mức phát điên", "chán nản", "như thể [cô ấy] đã chết" và "cô đơn". Trong lời khai, Spears bày tỏ với Thẩm phán Penny:
Tôi không muốn nói điều này với bất kỳ ai, với công chúng, vì tôi nghĩ mọi người sẽ chế giễu hoặc cười nhạo tôi và nói: "Cô ấy đang nói dối, cô ấy có mọi thứ, cô ấy là Britney Spears". Tôi không nói dối. Tôi chỉ muốn cuộc sống của mình trở lại, đã 13 năm rồi, và như vậy là quá đủ. Đã lâu rồi tôi không được cầm tiền của mình. Và mong muốn, ước mơ của tôi là những chuyện này sẽ kết thúc mà không cần trải qua bài kiểm tra nào nữa. Một lần nữa, chúng chẳng có nghĩa lý gì nếu bang California không ngồi lại và thực sự quan sát tôi bằng chính đôi mắt của họ, tôi đã giúp nhiều người kiếm sống—những đoàn xe và cộng sự trên hành trình lưu diễn của tôi—và cuối cùng tôi bị nói rằng không đủ tốt. Nhưng tôi tự hào vì những gì mình làm, và tôi cho phép những người đó kiểm soát mọi hành động của tôi, thưa tòa, như vậy đã quá đủ. Điều đó thật sự vô nghĩa.

Spears cũng chỉ trích cha cô kiêm người bảo hộ Jamie vì đã chấp thuận hành vi lạm dụng, và những người còn lại trong gia đình vì đã không hỗ trợ cô. Ngoài ra, Spears yêu cầu nhiều thay đổi khác nhau về quyền bảo hộ, bao gồm xây dựng lại một kế hoạch chăm sóc, tự mình lựa chọn luật sư và nộp đơn yêu cầu chấm dứt hoàn toàn quyền bảo hộ.
Ngày 25 tháng 6, chồng cũ của Spears Kevin Federline ủng hộ mong muốn chấm dứt quyền bảo hộ của cô. Luật sư của anh, Mark Vincent Kaplan, nói rằng Federline muốn cô "hạnh phúc và khỏe mạnh", nhưng cũng mô tả rằng "có những vấn đề tài chính cần được giải quyết" liên quan đến nghĩa vụ nuôi con mà Spears và Federline đang chia sẻ.
Ngày 30 tháng 6, Jamie Spears kêu gọi một cuộc điều tra trước những tuyên bố của Spears và cáo buộc Jodi Montgomery, người thay thế ông tạm thời với tư cách người bảo hộ nữ ca sĩ, đã giám sát những câu chuyện Spears mô tả trong lời khai của cô về hành vi lạm dụng. Ông trích dẫn việc tán thành cuộc đính hôn của Jason Trawick với Spears năm 2011 là bằng chứng cho thấy việc lạm dụng của Montgomery. Ông cũng khẳng định rằng bản thân đã không nói chuyện với con gái trong hai năm qua, nhưng điều này mâu thuẫn với luật sư của ông, Vivian Lee Thoreen, người trước đó cho biết hai người trò chuyện nhiều lần vào năm 2020. Cùng ngày, luật sư của Montgomery đưa ra tuyên bố phủ nhận tuyên bố và những cáo buộc của Jamie, nói rằng cô là "người ủng hộ không mệt mỏi" với Spears.
Vào cùng ngày, Thẩm phán Penny từ chối đề nghị loại bỏ Jamie Spears khỏi vai trò người bảo hộ tài sản, đồng thời chấp thuận Bessemer Trust làm người đồng bảo hộ . Những hành động trên được thực hiện liên quan đến các kiến nghị từ tháng 11 năm 2020 và không liên quan đến phiên điều trần ngày 23 tháng 6. Ngày hôm sau, Bessemer Trust đệ đơn xin rút khỏi quyền bảo hộ, dẫn chứng từ phiên điều trần của Spears. Công ty không nắm giữ tài sản hay chịu phí nào, vì vai trò của họ vẫn chưa có hiệu lực mặc dù đã được tòa án chấp thuận.
Ngày 30 tháng 6, Tòa án Quận Los Angeles đã đình chỉ chương trình phát âm thanh từ xa của họ sau khi một đoạn lời khai của Spears được ghi âm bất hợp pháp  và rò rỉ trên mạng. Theo luật California, việc ghi âm và phát tán dữ liệu âm thanh của tòa án mà không có sự đồng ý của chủ tọa đều bị cấm.
Vào ngày 2 tháng 7, rapper Iggy Azalea, người từng hợp tác với Spears, đăng tải một tuyên bố trên mạng xã hội để ủng hộ Spears. Azalea bày tỏ quan điểm rằng sự sắp xếp này là "bất hợp pháp", bày tỏ lo ngại về sức khỏe tâm thần của Spears dưới quyền bảo hộ và nói thêm rằng cô đã đích thân chứng kiến những sự lạm dụng được cáo buộc trước đó. Nhấn mạnh rằng cô tin Spears "không cường điệu hay nói dối", Azalea mô tả khoảnh khắc Spears bị hạn chế thực hiện những tác vụ "thông thường", chẳng hạn như uống soda. Azalea cũng tuyên bố rằng Jamie Spears ép cô ký một thỏa thuận không tiết lộ thông tin, ngay trước khi cô trình diễn "Pretty Girls" với Spears tại giải thưởng Âm nhạc Billboard năm 2015.
Ngày 3 tháng 7, hai nhà báo Ronan Farrow và Jia Tolentino cho xuất bản một bài báo điều tra trên The New Yorker nhằm tiết lộ những chi tiết chưa từng công khai trước đây về quyền bảo hộ của Spears. Trong bài báo, Jaqueline Butcher, một người bạn của gia đình Spears, cáo buộc Jamie là người hay lăng mạ bằng lời nói. Spears được cho là bị Jamie gọi là "béo", buộc tội cô là "một con điếm và một bà mẹ tồi tệ", và thường kêu lên "Tôi mới là Britney Spears!" khi mâu thuẫn với Lynne về việc cô tiếp cận con gái mình. Butcher, người từng làm chứng ủng hộ quyền bảo hộ vào năm 2008, bày tỏ sự hối hận trong bài báo, nói rằng, "vào thời điểm đó tôi nghĩ rằng tôi đang giúp đỡ [...] Tôi đã giúp một gia đình tham nhũng giành lấy toàn bộ quyền kiểm soát này", nói thêm rằng "điều đó lẽ ra phải là tạm thời".
Bài báo điều tra cũng tiết lộ chi tiết về việc sử dụng mạng xã hội của Spears. Có thông tin cho rằng Spears cung cấp nội dung của riêng mình cho CrowdSurf, một công ty tiếp thị truyền thông xã hội, và sẽ được công ty đăng tải nội dung sau khi sàng lọc các chủ đề "quá nhạy cảm", bao gồm cả quyền bảo hộ.

#### Từ chức và việc kiện tụng dưới sự chỉ đạo của luật sư mới
Vào ngày 6 tháng 7, người quản lý 25 năm của Spears, Larry Rudolph, chính thức từ chức trong một lá thư gửi đến những người bảo hộ. Ông giải thích rằng "ý định giải nghệ vĩnh viễn" của Spears là lý do khiến ông từ chức. Cuối ngày hôm đó, luật sư của Spears do tòa án chỉ định là Samuel D. Ingham III, cùng với công ty luật Loeb & Loeb LLP, đã rút khỏi vụ kiện quyền bảo hộ, hiệu lực diễn ra sau khi bổ nhiệm luật sư mới.
Ngày 7 tháng 7, Lynne Spears yêu cầu tòa án cho phép Spears lựa chọn luật sư riêng cho mình. Thông qua luật sư Gladstone Jones, Lynne nói rằng "năng lực của Spears ngày nay chắc chắn đã khác so với năm 2008," và gọi lời khai ngày 23 tháng 6 của cô là "rất can đảm". Vào cùng ngày, Jodi Montgomery, đã kiến nghị tăng cường an ninh do tần suất xuất hiện các "bài viết đe dọa" ngày càng tăng; chi phí bảo mật ước tính là 50,000 đô la một tháng. Vào ngày 8 tháng 7, có thông tin cho rằng Jamie Spears, gia đình Spears và Sam Ingham cũng nhận được ngày càng nhiều lời dọa giết sau lời khai của Spears. Jamie Spears cũng đệ đơn phản đối yêu cầu của Montgomery về việc đảm bảo an ninh bổ sung, nhưng đơn thỉnh cầu thể hiện rõ rằng điều đó "không nhằm mục đích giảm thiểu các mối đe dọa đối với bà Montgomery", mà đúng hơn là do chi phí an ninh đáng kể. Ngày 10 tháng 7, Montgomery bác bỏ tuyên bố của Jamie rằng cô ngược đãi Spears với tư cách là người bảo hộ, cáo buộc rằng Jamie trước đó đã sử dụng 2 triệu đô la tiền của Spears "để tự vệ" với tư cách là người bảo hộ tài sản.

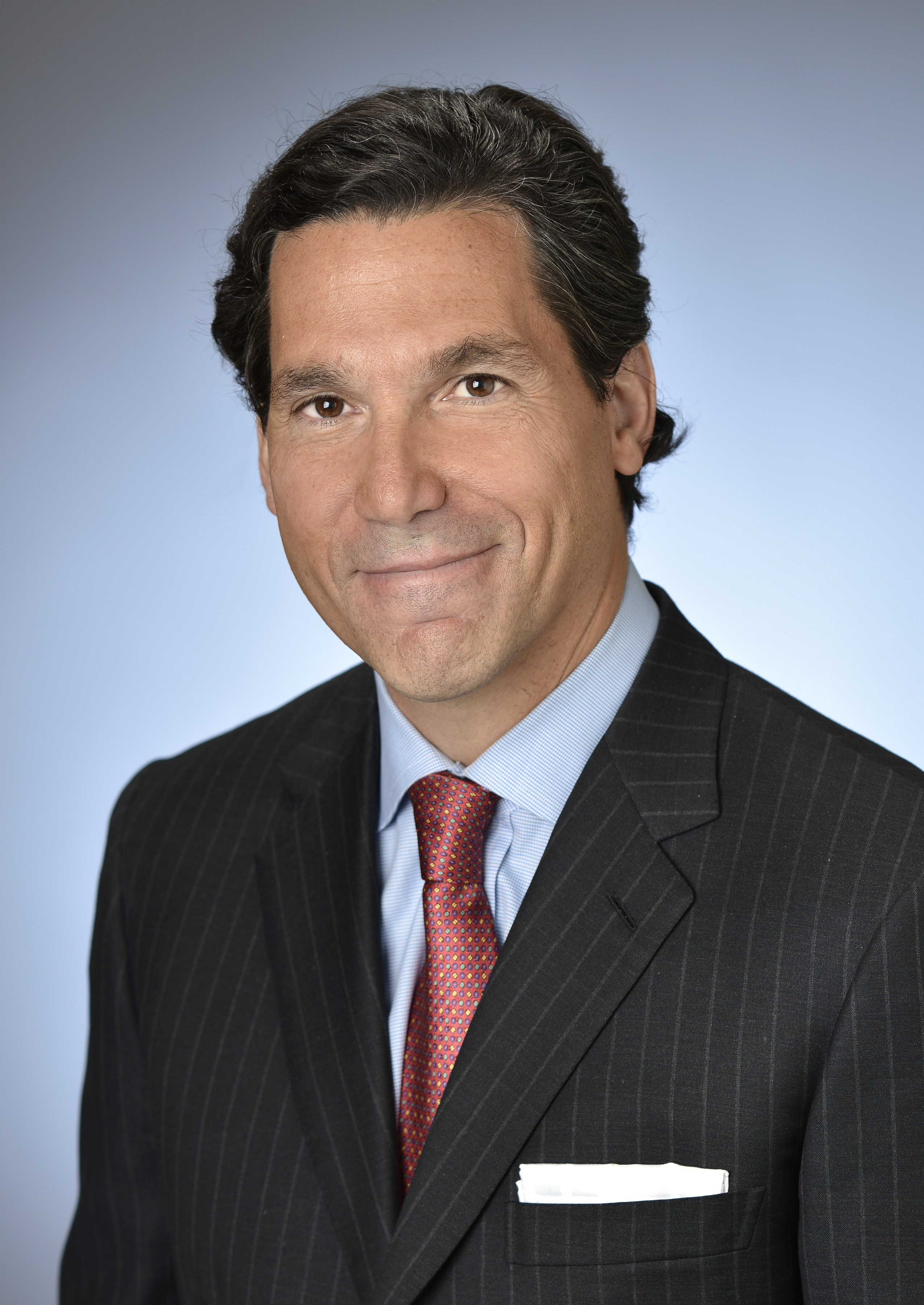
Mathew Rosengart, luật sư do Spears lựa chọn được bổ nhiệm vào ngày 14 tháng 7 năm 2021

Vào ngày 12 tháng 7, Spears được cho là đang nói chuyện với luật sư Mathew S. Rosengart, một cựu công tố viên liên bang, về khả năng bổ nhiệm ông làm luật sư mới của cô. Ngày hôm sau, Liên đoàn Tự do Dân sự Mỹ đệ trình một bản tóm tắt về vụ việc, ủng hộ mong muốn để Spears được chọn luật sư riêng. Bản tóm tắt được nộp cùng với 25 tổ chức dân sự và khuyết tật khác.
Trong phiên điều trần ngày 14 tháng 7, Thẩm phán Penny chấp thuận đơn từ chức của Bessemer Trust và luật sư Sam Ingham. Tòa án cũng trao cho Spears quyền lựa chọn Mathew Rosengart làm luật sư riêng cho cô. Rosengart thông báo với tòa rằng ông sẽ làm việc để chấm dứt quyền bảo hộ. Spears phát biểu trong phiên điều trần, được cho là đã rơi nước mắt khi mô tả những hành vi lạm dụng dưới quyền bảo hộ. Spears gọi hành động ngược đãi là "tàn ác" và tuyên bố rằng cô "nghĩ rằng họ đang cố giết [cô]". Spears cho biết cô muốn cha cô bị loại khỏi vai trò người bảo hộ và có ý định buộc tội ông lạm dụng quyền bảo hộ. Cuối ngày hôm đó, Spears lần đầu công khai tán thành phong trào #FreeBritney, sử dụng hashtag trong một bài đăng trên Instagram. Spears nói rằng cô cảm thấy "may mắn" sau khi tìm được "người đại diện thực sự", ám chỉ quyết định của Thẩm phán Penny cho phép cô chọn luật sư riêng cho mình.
Vào ngày 26 tháng 7, Rosengart đệ đơn yêu cầu loại bỏ Jamie khỏi vị trí người bảo hộ tài sản của Spears và thay thế ông bằng Jason Rubin, một CPA tại Tập đoàn Certified Strategies ở Woodland Hills, California. Đơn khởi kiện đưa ra một số cáo buộc về hành vi quản lý yếu kém của Jamie, cụ thể là rửa tiền thu nhập của con gái và ký hợp đồng thay mặt cô. Bản kiến nghị còn bao gồm những tuyên bố ủng hộ của Montgomery và Lynne. Montgomery tuyên bố rằng việc rút Jamie khỏi quyền giám hộ tài sản của cô là vì lợi ích tốt nhất cho sức khỏe của nữ ca sĩ, trong khi Lynne tiết lộ rằng Jamie đã thuê một bác sĩ nâng cao thể chất, người được ông khuyến khích kê đơn thuốc lithium cho con gái họ. Lynne còn cáo buộc rằng Jamie đã nhờ người giúp việc trong gia đình Spears để theo dõi cô và báo cáo lại cho ông.
Ngày 5 tháng 8, Rosengart đệ đơn đơn phương yêu cầu tòa án đẩy nhanh phiên điều trần tiếp theo đến ngày 23 tháng 8 hoặc ngay lập tức đình chỉ nhiệm vụ của Jamie. Ông cũng đề cập thêm các trường hợp lừa đảo khác từ phía Jamie, cụ thể là chuyển 300,000 đô la từ tài sản của con gái cho quản lý kinh doanh cũ của cô là Lou Taylor mà không có sự đồng ý của nữ ca sĩ.
Vào ngày 6 tháng 8, Jamie đệ đơn phản bác các tuyên bố của Rosengart, cho rằng cáo buộc lạm dụng con gái ông là do cô "gặp vấn đề tâm thần". Jamie cũng cáo buộc Montgomery và Sam Ingham, đã vô tình đưa Spears vào một cơ sở y tế vào năm 2019. Jamie còn cáo buộc rằng trong cuộc điện thoại Montgomery gọi cho ông vào tháng trước, cô bày tỏ lo ngại về sức khỏe tâm thần của Spears và gợi ý đưa ra lệnh tạm giữ 5150 đối với cô. Cuối ngày hôm đó, luật sư của Montgomery, Lauriann Wright, đưa ra tuyên bố phản hồi lại cáo buộc của Jamie.
Wright làm rõ rằng cả người quản lý chăm sóc (vào thời điểm đó) cũng như luật sư do tòa án chỉ định đều không có "quyền hoặc thẩm quyền" để đưa người được bảo hộ vào một cơ sở tâm thầm, và việc Montgomery bị hạn chế tham gia ký "những giấy tờ thông thường" dưới sự chỉ đạo của Jamie. Cô cũng tiết lộ quyết định gửi Spears đến cơ sở là do bác sĩ tâm thần điều trị cho cô vào thời điểm đó, bác sĩ Timothy Benson đưa ra. Liên quan đến các chi tiết về cuộc điện thoại giữa Montgomery và Jamie, Wright phủ nhận rằng thân chủ của cô muốn Spears bị giam giữ 5150, và thay vào đó đề xuất không nên để nữ ca sĩ phải làm chứng trước tòa, hoặc phải chịu bài đánh giá.
Ngày 8 tháng 8, Thẩm phán Penny bác bỏ yêu cầu của Rosengart về việc tiến hành phiên điều trần dự kiến vào ngày 29 tháng 9, cũng như việc đình chỉ ngay lập tức đối với Jamie.
Vào ngày 12 tháng 8, Jamie đệ đơn phản đối việc đình chỉ và loại bỏ ông khỏi tư cách người bảo hộ tài sản, mặc dù đã đồng ý từ chức theo yêu cầu của Thẩm phán Penny. Trong hồ sơ của mình, Jamie cũng phản bác những tuyên bố của Lynne về việc ủng hộ loại bỏ ông, thay mặt cô phủ nhận tuyên bố này, cũng như cáo buộc cô đã nhận được một khoản tài chính từ khối tài sản và cho rằng mối quan hệ của cô với con gái họ là "lạnh nhạt".

#### Chấm dứt hồ sơ giữa những mâu thuẫn và việc đính hôn
Ngày 23 tháng 8, có thông tin cho rằng Spears đang bị điều tra sau cuộc xung đột với một người quản lý gia đình, người đã không trả lại những chú chó của cô sau khi đến gặp bác sĩ thú y vì lý do sợ chúng bị bỏ rơi. Spears báo cáo vụ trộm cho Văn phòng Cảnh sát trưởng Quận Ventura, nhưng không thực hiện thêm bất kỳ hành động nào. Khi người quản gia cho Spears xem bức ảnh con chó ốm yếu của cô, cô đã lấy đi chiếc điện thoại khỏi tay họ vì nghi ngờ thú cưng của mình đã bị bắt theo lệnh của cha cô. Người quản gia đã báo cáo vụ việc, nhưng Spears từ chối nói chuyện với các sĩ quan. Rosengart đưa ra một tuyên bố bảo vệ Spears, nói rằng vụ việc là "món ăn lá cải giật gân" và "không gì khác hơn là 'nói qua, nói lại' liên quan đến một chiếc điện thoại di động, không có gì nổi bật và rõ ràng là không có thương tích gì". Những con chó của Spears cuối cùng được trả lại và không có cáo buộc nào được đưa ra.
Vào ngày 31 tháng 8, Rosengart cáo buộc Jamie đã cố gắng tống tiền khoảng 2 triệu đô la, bao gồm 1.3 triệu đô la phí luật sư, 500,000 đô la cho Tri Star và các khoản bổ sung cho chính Jamie. Rosengart tuyên bố sẽ không thương lượng với Jamie nếu ông từ chức, thay vào đó chính thức yêu cầu Penny ban lệnh loại bỏ Jamie tại phiên điều trần tiếp theo. Rosengart nói thêm rằng các cuộc đàm phán tống tiền là "không thể bắt đầu".
Ngày 7 tháng 9, Jamie thay đổi quan điểm của mình đối với quyền bảo hộ, nộp đơn yêu cầu chấm dứt, nói rằng "hoàn cảnh đã thay đổi" và nói thêm rằng "tất cả những gì ông muốn là những điều tốt đẹp nhất đến với con gái ông". Rosengart mô tả việc nộp đơn là "sự minh oan" cho Spears, nhưng ông sẽ "tiếp tục khám phá những khả năng" trong việc điều tra các cáo buộc lạm dụng quyền bảo hộ, bao gồm "hành vi sai trái" và "quản lý tài chính yếu kém". Sau đó, hồ sơ tòa án tiết lộ rằng việc thay đổi được thực hiện sau khi đội ngũ của Spears yêu cầu điều tra và lấy lời khai.
Ngày 12 tháng 9, Spears tuyên bố đính hôn với Sam Asghari. Hai ngày sau, sau một bài đăng ủng hộ #FreeBritney, tài khoản Instagram của Spears bị vô hiệu hóa; sau đó cô nói rõ rằng cô muốn rời xa mạng xã hội để "kỷ niệm lễ đính hôn". Spears trở lại Instagram vào ngày 20 tháng 9. Ngày 22 tháng 9, Spears và nhóm pháp lý của cô đã nộp các tài liệu đồng ý với đơn yêu cầu chấm dứt quyền bảo hộ của Jamie. Tuy nhiên, hồ sơ cũng yêu cầu loại bỏ Jamie trước, với lý do "cơn ác mộng kiểu Kafka" trong nhiệm kỳ bảo hộ của ông và lập luận rằng thỏa thuận tiền hôn nhân của Spears với Asghari sẽ liên quan đến người bảo hộ tài sản, điều mà Spears muốn tránh.

#### Cáo buộc giám sát và tài liệu bổ sung
Vào ngày 24 tháng 9, The New York Times phát hành Controlling Britney Spears, phần tiếp theo của Framing Britney Spears, giới thiệu những chi tiết chưa được tiết lộ về quyền bảo hộ và quản lý Spears. Bộ phim đưa ra những cáo buộc đáng kể chống lại Jamie, Black Box Security, Lou Taylor và Robin Greenhill. Cựu quản lý phục trang Tish Yates cáo buộc rằng, dưới sự bảo hộ, tranh chấp giữa Spears và cấp trên của cô thường "leo thang" thành những lời đe dọa liên quan đến quyền nuôi con của cô. Yates và Felicia Culotta, trợ lý cũ của Spears, cũng cáo buộc rằng vòng tròn quan hệ của Spears dần bị thu hẹp, Culotta cũng bày tỏ rằng cô nghĩ ban quản lý đã cố gắng khiến Spears mâu thuẩn với cô.
Alex Vlasov của Black Box cáo buộc rằng đội ngũ an ninh đã quản lý thuốc của Spears. Các thiết bị của cô đều được giám sát và các cuộc trò chuyện qua điện thoại của cô cũng được thuật lại, bao gồm cả những cuộc trò chuyện với Sam Ingham, vô tình vi phạm đặc quyền giữa khách hàng-luật sư. Nhiều thiết bị được đặt trong phòng ngủ của cô để ghi lại các cuộc trò chuyện giữa cô và Asghari hoặc với các con của cô. Những mối quan hệ tình cảm của Spears cũng được theo dõi và những người quan trọng khác được yêu cầu ký thỏa thuận không tiết lộ. The New York Times không thể xác nhận liệu tòa án có biết về các biện pháp này hay không; Rosengart tuyên bố rằng họ sẽ "điều tra đầy đủ và tích cực", đồng thời sẽ bổ sung trong hồ sơ tòa án rằng "Ông Spears đã vượt qua những ranh giới không thể đo lường được". Vlasov cho rằng các biện pháp được thực hiện "về mặt đạo đức [...] chỉ là một mớ hỗn độn", đồng thời tiết lộ rằng anh được yêu cầu tiêu hủy chứng cứ.
Ngày 26 tháng 9, CNN phát sóng một bản tin đặc biệt về vụ tranh chấp. Cựu giám đốc tiếp thị Dan George, người cũng từng xuất hiện trong Controlling Britney Spears, lặp lại những cáo buộc đã được kể trong phim; ông nói thêm rằng Spears "chỉ có thể đọc sách Cơ đốc giáo". George cũng nói rằng những người sẵn sàng đặt câu hỏi về quyền bảo hộ "có thể bị mất việc". Báo cáo chỉ ra rằng Spears đổ lỗi cho Lou Taylor đối với nhiều hành vi lạm dụng xung quanh quyền bảo hộ.
Vào ngày 28 tháng 9, Netflix cho ra mắt Britney vs Spears, một bộ phim tài liệu có sự tham gia của Culotta, nhà báo Jenny Eliscu của Rolling Stone, Adnan Ghalib, Sam Lutfi và nhiều người khác. Bộ phim có các tài liệu bị rò rỉ mà đạo diễn Erin Lee Carr tuyên bố đã xác minh. Trong số những cáo buộc, Ghalib chia sẻ nhiều tin nhắn cho thấy sự bất bình của Spears với quyền bảo hộ, và Lutfi phủ nhận cáo buộc rằng anh đã đưa chất kích thích cho Spears. Khi được hỏi về Lou Taylor, Culotta nói "Tôi sẽ không chạm vào điều đó [...] Cô ta sẽ nhai tôi và nhổ tôi ra". Bộ phim cũng bao gồm lời khai của bác sĩ tâm thần lão khoa J. Edward Spar, người từ chối cho biết liệu ông đã khám cho Spears hay chưa, mặc dù tên của ông xuất hiện trên các tài liệu y tế vào năm 2008.
Trong cùng ngày, Jamie đệ đơn phản đối việc John Zabel, ứng cử viên của Spears, thay thế ông làm người bảo hộ tài sản. Ông cho rằng Zabel không phải là "người ủy thác được cấp phép" và do đó "không phù hợp lắm" để bảo toàn khối tài sản trị giá 60 triệu đô la của Spears. Rosengart đã bảo vệ vai trò của Zabel trong một hồ sơ riêng.

#### Đình chỉ và chấm dứt quyền bảo hộ
Vào ngày 29 tháng 9, Thẩm phán Penny đã đình chỉ Jamie Spears dưới vai trò người bảo hộ tài sản, chấm dứt quyền kiểm soát cuộc sống của Spears sau 13 năm. Ông được thay thế bởi Zabel, người đã nhận tất cả các tài liệu liên quan đến tài sản. Penny được cho là đã đưa ra quyết định dựa trên một "tình huống [không thể] giải quyết được". Ngày 3 tháng 10, Spears cảm ơn phong trào #FreeBritney vì "khả năng vực dậy liên tục" trong việc truyền bá nhận thức.
Ngày 15 tháng 10, em gái cùng cha khác mẹ của Jamie, Leigh Ann Spears Wrather, chỉ trích việc ông tham gia vào quyền bảo hộ, gọi ông là "man rợ" và cho rằng ông phải "lãnh hậu quả". Cô cáo buộc rằng Lynne hỗ trợ Spears rất ít trong cuộc tranh chấp. Vào cùng ngày, Spears cáo buộc Lynne và Taylor sắp xếp quyền bảo hộ cùng với Jamie trong một bài đăng trên Instagram nhưng đã bị xóa, bày tỏ rằng họ "[biết] chính xác những gì [họ] đã làm" liên quan đến việc thành lập quyền bảo hộ.
Vào ngày 3 tháng 11, Lynne yêu cầu quỹ tài sản của Spears phải trả hơn 600,000 đô la phí pháp lý, lập luận rằng chúng được "bảo đảm" để sử dụng nhằm hỗ trợ lợi ích tốt nhất của Spears. Trong cùng ngày, Jamie lại đệ đơn yêu cầu "chấm dứt ngay lập tức" quyền bảo hộ, nói rằng hành động của ông là vì lợi ích tốt nhất của Spears. Ngày 5 tháng 11, Lou Taylor thay mặt cho Tri Star phủ nhận nhiều cáo buộc khác nhau, bao gồm cả những cáo buộc về giám sát và điều trị y tế mà phương tiện truyền thông đã mô tả.
Ngày 12 tháng 11, quyền bảo hộ cả người và tài sản của Spears kéo dài gần 14 năm đã được Thẩm phán Penny chấm dứt và không ai phản đối phán quyết. Đánh giá tinh thần là không cần thiết. Tài sản do quyền bảo hộ giám sát đã được chuyển sang quỹ tín thác. Spears gọi đây là "ngày tuyệt vời nhất từ trước đến nay" trong một dòng tweet sau khi quyền bảo hộ kết thúc. Hồ sơ tòa án từ ngày 2 tháng 11 tiết lộ các cuộc điều tra mà nhóm pháp lý của Spears dự định theo đuổi sau khi chấm dứt quyền bảo hộ, bao gồm các nỗ lực điều tra về tài chính, các tuyên bố về việc giám sát của Black Box và các cáo buộc có liên hệ với Lou Taylor, Robin Greenhill và Tri Star.

## Hệ quả
Dư luận xung quanh trường hợp của Spears đã dấy lên nhiều cuộc thảo luận về vấn đề lạm dụng quyền bảo hộ. Được nhiều nguồn tin mệnh danh là "hiệu ứng Britney", cuộc chiến pháp lý của cô góp phần tạo nên nhiều sự quan tâm đối với một chủ đề vốn gây tranh cãi về bối cảnh pháp lý. Các nguồn tin khác chỉ ra rằng, bất chấp những cuộc thảo luận như vậy, hoàn cảnh của Spears vẫn "không phải điển hình" so với các quyền bảo hộ khác do sự nổi tiếng và giàu có của cô.
Theo The Guardian năm 2021, 1.3 triệu người Mỹ đang được bảo hộ. Bài báo đề cập đến một cuộc điều tra năm 2005 của Los Angeles Times đã phát hiện nhiều trường hợp người lớn tuổi bị đặt dưới sự "bảo hộ vì lợi nhuận" và một báo cáo năm 2018 của Hội đồng Quốc gia về Người khuyết tật cho thấy quyền bảo hộ thường được thực hiện mà không đặt ra giới hạn cụ thể nào. Nguồn tin cũng mô tả việc chỉ trích luật bảo hộ đã trở thành một phần của hoạt động vận động cho quyền của người khuyết tật kể từ những năm 1960 như thế nào.
Năm 2021, NPR báo cáo rằng quyền bảo hộ thường khó chấm dứt, với "gánh nặng" khi bãi bỏ thuộc về người được bảo hộ và cố vấn pháp lý có thể "chứng minh" lý do không cần phải chấm dứt. Bài báo cũng nhấn mạnh rằng quyền bảo hộ thường được thiết lập để kéo dài vô thời hạn.
Liên đoàn Tự do Dân sự Mỹ (ACLU) thường xuyên lên tiếng ủng hộ Spears. Zoe Brennan-Krohn của Dự án Quyền của Người khuyết tật ACLU tuyên bố rằng Spears "chỉ là một trong số hàng nghìn người chưa được kể trên cả nước" có nguy cơ bị lạm dụng quyền giám hộ hoặc quyền bảo hộ. Tổ chức đã hỗ trợ các giải pháp thay thế quyền bảo hộ, bao gồm cả việc hỗ trợ ra quyết định nhằm ngăn ngừa việc mất quyền công dân. The Christian Science Monitor nhận thấy rằng các giải pháp thay thế thường bị các chuyên gia pháp lý "bỏ qua" và lập luận rằng các giải pháp sẽ hiệu quả nhất dưới dạng luật pháp; các nguồn khác trong lĩnh vực tư pháp tranh luận về việc giám sát chặt chẽ hơn các trường hợp áp dụng quyền bảo hộ và những thay đổi về kinh phí.

### Nỗ lực lập pháp
Pháp luật được thúc đẩy bởi tranh chấp công khai đã được thảo luận ở Hoa Kỳ ở cấp liên bang và tiểu bang, và mối quan ngại thường được mô tả là lưỡng đảng. Ngày 8 tháng 3 năm 2021, Dân biểu Matt Gaetz (bang Florida) và Jim Jordan (bang Ohio) đã yêu cầu Dân biểu Jerry Nadler (bang New York) điều trần về việc lạm dụng quyền bảo hộ trong Ủy ban Tư pháp Hạ viện. Trong thư, Gaetz và Jordan nêu rõ sự lạm dụng quyền bảo hộ rằng "ví dụ nổi bật nhất có lẽ là trường hợp của nghệ sĩ trình diễn Britney Spears".
Dựa trên lời khai ngày 23 tháng 6 của Spears, Thượng nghị sĩ Elizabeth Warren (bang Massachusetts) và Bob Casey (bang Pennsylvania) đã yêu cầu thông tin từ Bộ Y tế và Dịch vụ Nhân sinh và Bộ Tư pháp về quyền giám hộ. Những thượng nghị sĩ bày tỏ lo ngại rằng hệ thống giám hộ có thể "tạo ra những cơ hội đáng kể cho việc bỏ bê, bóc lột và lạm dụng", đồng thời nhấn mạnh rằng việc thiếu dữ liệu đã cản trở "các chính sách khuyến nghị". Bức thư gửi các cơ quan nói thêm rằng trường hợp của Spears "đã làm sáng tỏ những mối lo ngại lâu dài [...] về việc vi phạm quyền tài chính và dân sự của các cá nhân bị đặt dưới [...] quyền bảo hộ".
Vào ngày 1 tháng 7, các Dân biểu Gaetz, Marjorie Taylor Greene (bang Georgia), Burgess Owens (bang Utah) và Andy Biggs (bang Arizona) đã mời Spears làm chứng trước Quốc hội về trường hợp của cô. Gaetz nói rằng lời khai có thể "cung cấp thông tin cho các quyết định chính sách". Bức thư, chỉ có chữ ký của Đảng Cộng hòa, tuyên bố rằng Quốc hội "nên khuyến khích hành động lưỡng đảng".
Ngày 20 tháng 7, Dân biểu Charlie Crist (bang Florida) và Nancy Mace (bang South Carolina) đã giới thiệu Đạo luật Tự do và Quyền Giải phóng khỏi sự bóc lột, viết tắt là Đạo luật FREE, sẽ trao cho những người được bảo hộ quyền kiến nghị về người giám hộ hợp pháp của chính họ, thực hiện các chính sách giám sát và yêu cầu các tiểu bang cung cấp số liệu thống kê về quyền giám hộ.
Vào ngày 28 tháng 9, Thượng nghị sĩ Richard Blumenthal (Bang Connecticut) và Ted Cruz (bang Texas) tổ chức một phiên điều trần lưỡng đảng tại Tiểu ban Tư pháp Thượng viện đối với quyền bảo hộ. Các thượng nghị sĩ cho rằng trường hợp của Spears có ảnh hưởng lớn đến phiên điều trần, được đặt tên là "Quyền quản lý độc hại: Sự cần thiết phải cải cách", liên quan đến đĩa đơn ăn khách năm 2004 của Spears "Toxic". Spears không làm chứng trong phiên điều trần, nhưng nhiều chuyên gia pháp lý và y tế cùng với những người được bảo hộ khác đã làm chứng.

#### California
Vào ngày 19 tháng 2 năm 2021, Thượng nghị sĩ bang California Ben Allen đã giới thiệu Dự luật 724 của Thượng viện, đạo luật này sẽ trao cho những người được bảo hộ quyền được tư vấn theo ý muốn của họ, bất kể năng lực tâm thần. Dự luật nhận được sự chú ý của công chúng, phần lớn là do có liên quan đến những nỗ lực thất bại của Spears trong việc giữ lại luật sư bào chữa Adam Streisand vào năm 2008.
Ngày 30 tháng 9, Thống đốc California Gavin Newsom ký Dự luật #FreeBritney thành luật sau khi được "nhất trí" ủng hộ. Dự luật do Dân biểu Evan Low soạn thảo, theo đó thực hiện các thủ tục kiểm tra xung đột lợi ích tài chính, cải cách chấm dứt quyền và các hình phạt tài chính đối với những người lạm dụng bảo hộ. Các quy định của dự luật dự kiến sẽ có hiệu lực vào năm 2023 hoặc 2024.
Ngày 20 tháng 1 năm 2022, các nhóm vận động đã công bố ủng hộ luật do Dân biểu Brian Maienschein soạn thảo. Dự luật sẽ yêu cầu các thẩm phán xem xét nhiều phương án thay thế đối với các cá nhân trước khi áp dụng quyền bảo hộ và thực hiện nhiều cải cách hơn nữa đối với thủ tục chấm dứt quyền.

## Phản ứng

### Gia đình Spears
Tháng 9 năm 2022, chồng cũ của Spears Kevin Federline nói trong một cuộc phỏng vấn với 60 Minutes rằng anh ấy 100% tin rằng quyền bảo hộ đã cứu mạng cô, chia sẻ rằng: "Tôi cảm thấy ông ấy [Jamie] đã cứu cô ấy vào thời điểm đó." Jayden Federline, con trai của Spears, nói cũng trong cuộc phỏng vấn rằng Jamie Spears có ý định tốt, cho rằng: "Ông ấy đang cố gắng như bất kỳ người cha nào, chẳng hạn như theo đuổi ước mơ trở thành siêu sao của con gái, ước mơ làm việc và trình diễn ở những buổi hòa nhạc. Nhưng tôi nghĩ một số người, dường như, không còn nhận ra ông ấy quan tâm đến cô đến mức nào nữa."
Jamie Spears không trả lời phỏng vấn hay đưa ra bình luận nào về quyền bảo hộ, ngoại trừ vào tháng 12 năm 2022, khi ông nói với tờ The Mail on Sunday của Vương quốc Anh rằng: "Không phải ai cũng đồng ý với tôi. Đó là một khoảng thời gian khủng khiếp. Nhưng tôi yêu con gái mình bằng cả trái tim và tâm hồn tôi. Bây giờ Britney sẽ ở đâu nếu không có quyền bảo hộ đó? Và tôi không biết liệu cô ấy có còn sống hay không. Để bảo vệ cô ấy cũng như bảo vệ những đứa trẻ, quyền bảo hộ là một công cụ tuyệt vời. Nếu không có điều đó, tôi không nghĩ cô ấy sẽ lấy lại được bọn trẻ." Jamie nói rằng ông muốn đảm bảo các con của Spears sẽ được nhìn thấy mẹ của chúng: "Chúng tôi có thể đưa bọn trẻ đến châu Âu. Chúng sẽ không bỏ lỡ thời gian bên mẹ. Chúng cũng không bỏ lỡ thời gian với bố. Không nhiều mọi người biết điều đó. Mục đích chính là giúp Britney quay lại với các con bằng một mối quan hệ thoải mái. Chúng tôi đã làm mọi thứ cho thế giới của họ. Mối quan hệ của tôi với Kevin đã mang lại cho họ cảm giác bình yên và Kevin cũng sẽ nói với bạn điều này – chính chúng tôi là người đã nuôi dạy bọn trẻ, tôi chỉ làm những gì tôi phải làm hoặc cảm thấy cần phải làm."

### #FreeBritney

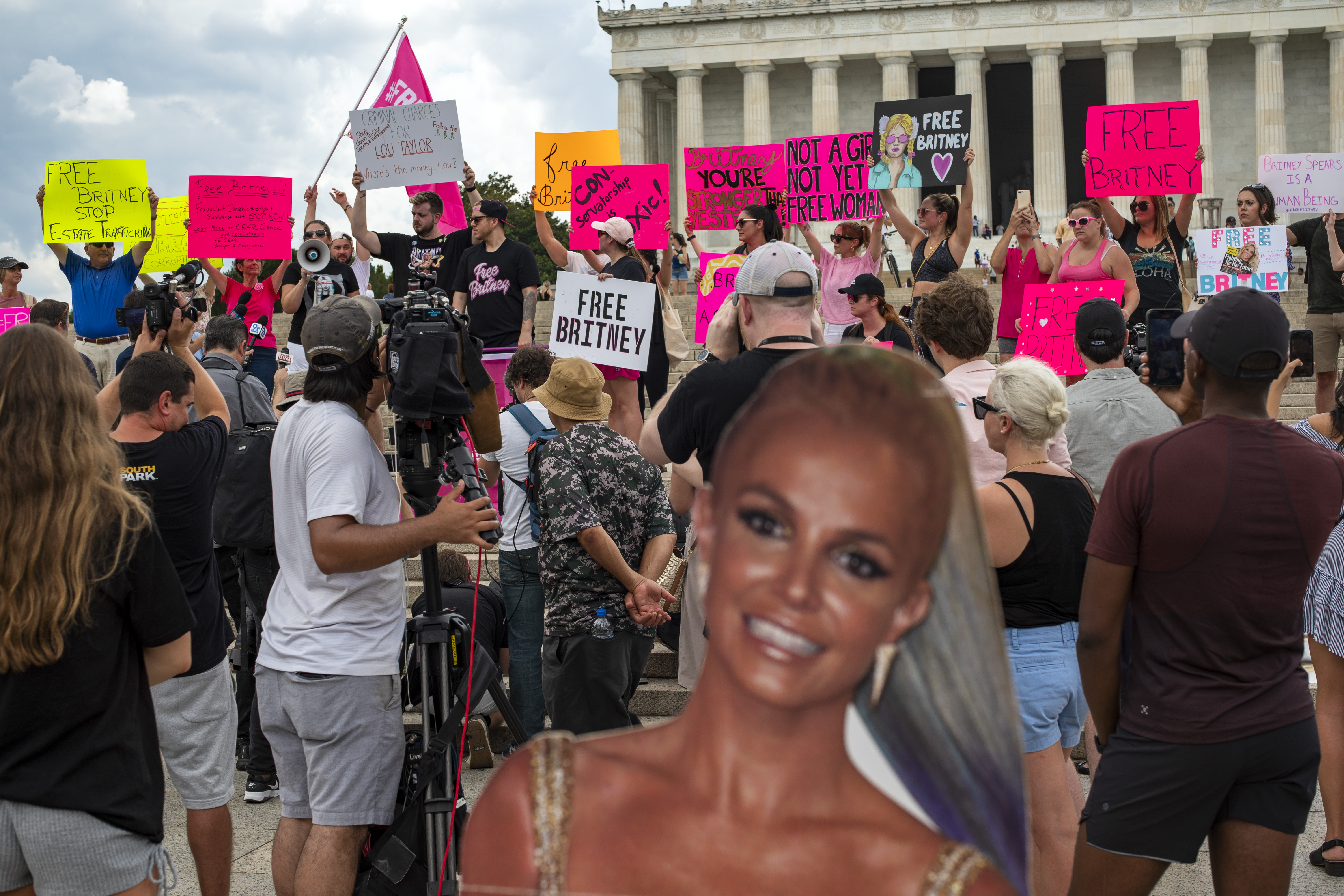
Cuộc biểu tình #FreeBritney tại Nhà tưởng niệm Lincoln ở Washington, D.C., vào ngày 14 tháng 7 năm 2021

Trước những thông tin về quyền bảo hộ, một số người hâm mộ Spears ủng hộ việc chấm dứt quyền bảo hộ. Mặc dù thuật ngữ "Free Britney" đã tồn tại từ năm 2009, việc sử dụng thuật ngữ làm hashtag để ủng hộ Spears bắt đầu vào năm 2019 sau khi sự nghiệp của cô phải gián đoạn và vào viện tâm thần. Trang web chính thức của phong trào tuyên bố rằng mục tiêu của họ là "chấm dứt quyền bảo hộ của Britney Spears". Phong trào tuyên bố rằng Spears bị từ chối các quyền con người cơ bản theo thỏa thuận và cáo buộc rằng nhóm của Spears thu lợi từ quyền bảo hộ. Phong trào cũng thông báo sẽ nâng cao nhận thức về việc lạm dụng quyền bảo hộ. Những thành viên của phong trào thường tổ chức các cuộc mít tinh trực tiếp và trực tuyến, diễn ra tại Tòa thị chính Tây Hollywood, Tòa án Stanley Mosk và Công viên Grand ở Los Angeles, California..
Do đại dịch COVID-19, nhiều hoạt động biểu tình sau năm 2019 được diễn ra trực tuyến, trên mạng xã hội và trên các nền tảng trò chuyện qua video như Zoom. Phong trào được đưa tin rộng rãi trên TikTok, Twitter và Instagram, nơi các xu hướng hashtag như #FreeBritney và #BritneySpeaks đã xuất hiện. Phong trào ban đầu bị giới truyền thông, tổ chức xác minh dữ kiện và những người bảo hộ chỉ trích vì truyền bá thuyết âm mưu về hoàn cảnh của Spears.
Vào tháng 9 năm 2021, bộ phim tài liệu Controlling Britney Spears cáo buộc rằng những người bảo hộ, quản lý và đội an ninh của Spears đã điều tra phong trào trong những ngày đầu thành lập và ghi lại các chi tiết liên quan đến các nhà hoạt động sơ khai dưới vỏ bọc để "bảo vệ" nữ ca sĩ. Những nỗ lực điều tra phong trào được cho là bao gồm các hoạt động bí mật. Hoạt động tích cực trong phong trào đã lan rộng ra ngoài California và hiện diện trên toàn cầu; các cuộc biểu tình đã được tổ chức ở Washington, D.C. và London, Anh. Tháng 9 năm 2021, các chiến dịch hashtag đã diễn ra trên các nền tảng mạng xã hội Trung Quốc như Weibo và WeChat, trong đó hashtag #FreeBritney đạt 130 triệu lượt xem trên Weibo.
Sau khi chấm dứt quyền bảo hộ, Spears cảm ơn phong trào này vì đã "cứu mạng [cô ấy]", bày tỏ rằng các hoạt động góp phần nâng cao nhận thức về hoàn cảnh của cô trong bối cảnh khả năng bày tỏ sự bất bình của cô còn hạn chế.

### Nhà lập pháp
Sau lời khai ngày 23 tháng 6 của Spears, một nhóm các nhà lập pháp lưỡng đảng trong Quốc hội đã lên tiếng chỉ trích thỏa thuận quyền bảo hộ. Những người này bao gồm các thành viên của Ủy ban Tư pháp Hạ viện, cùng với Thượng nghị sĩ Ted Cruz, và các Dân biểu Nancy Mace (bang South Carolina), Carolyn Maloney (bang New York) và Barbara Lee (bang California). Nhiều lời chỉ trích của họ bắt nguồn từ cáo buộc cưỡng chế sinh sản đối với Spears. Lãnh đạo Đa Thượng viện Chuck Schumer (bang New York), Dân biểu Gaetz, Barry Moore (Alabama), Seth Moulton (bang Massachusetts) và Jim Banks (bang Indiana), cũng như các chính trị gia Tulsi Gabbard và Caitlyn Jenner cũng lên tiếng trong những ngày tiếp theo. Gaetz xuất hiện và phát biểu tại cuộc biểu tình #FreeBritney vào ngày 14 tháng 7.
Sự ủng hộ dành cho Spears cũng đến từ các nhà lập pháp bên ngoài Hoa Kỳ. Vào ngày 3 tháng 7, để ủng hộ phong trào #FreeBritney và Tháng Tự hào Đồng tính, tòa nhà chứa Quốc hội Brasil được thắp sáng bằng màu cờ Tự hào và các chữ cái đánh vần của cụm từ "Free Britney". Sau khi Jamie bị đình chỉ vào ngày 29 tháng 9, chính trị gia người New Zealand David Seymour đã thay mặt Đảng ACT đưa ra tuyên bố ủng hộ Spears.

### Ngành công nghiệp giải trí

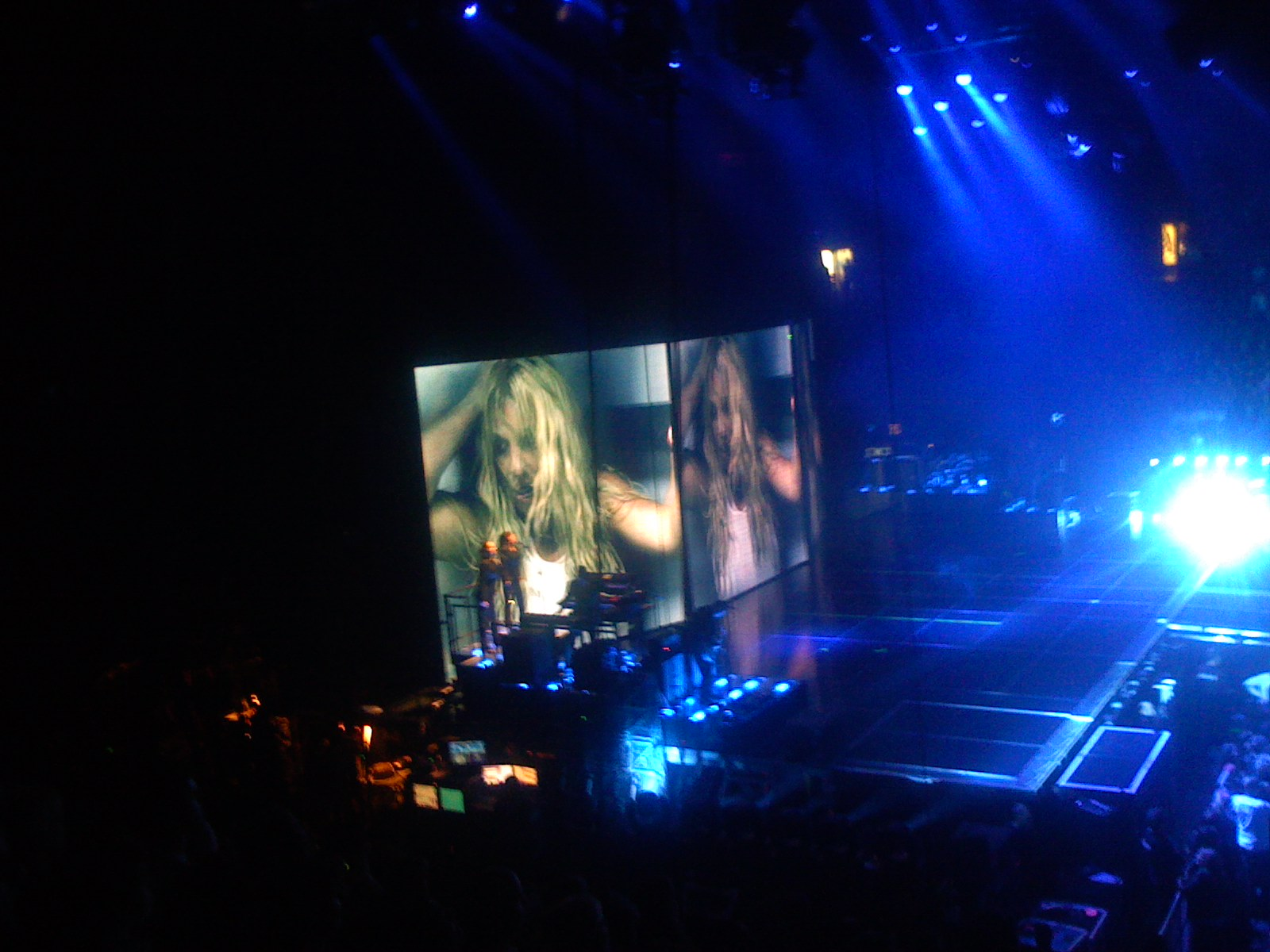
Hình ảnh Spears bị nhốt trong thang máy được chiếu trên màn hình sân khấu trong chuyến lưu diễn Sticky & Sweet Tour (2008–2009) của Madonna

Nhiều nhân vật trong ngành giải trí đã lên tiếng ủng hộ và quan tâm đến Spears trong cuộc tranh chấp quyền bảo hộ, trong đó một số người hoàn toàn ủng hộ phong trào #FreeBritney, như Miley Cyrus, JWoww, Tess Holliday, Hayley Kiyoko, Lisa Rinna, và Eve; cùng với Bella Thorne, Snooki, Ariel Winter, Taryn Manning, Paris Hilton, Tinashe, Cher, Rose McGowan, Cardi B, Missy Elliott, Lindsay Lohan, Courtney Love và Jeffree Star. Trong chuyến lưu diễn Sticky & Sweet Tour năm 2008, Madonna lên tiếng ủng hộ Spears, người đóng vai trò khách mời trong bài hát "Human Nature". Video được chiếu trên màn hình sân khấu phản ánh tình hình bảo hộ của cô, trong đó có cảnh Spears "bị mắc kẹt trong thang máy, đá và điên cuồng đập vào tường".
Sau khi phát sóng bộ phim tài liệu Framing Britney Spears, những nghệ sĩ lên tiếng ủng hộ Spears:  Sarah Jessica Parker, Charlie Puth, Sharon Stone, Garbage, Bette Midler, Andy Cohen, Christina Milian, Valerie Bertinelli, Tamron Hall, Ellie Goulding, Hayley Williams, Sam Smith, Kacey Musgraves, Liz Phair, Vanessa Carlton, Amber Tamblyn, Lucy Hale, Sam Asghari, và Christian Siriano.
Sau lời khai ngày 23 tháng 6, những người nổi tiếng khác cũng lên tiếng ủng hộ Spears và phong trào #FreeBritney, bao gồm Meghan McCain, Mariah Carey, Brandy, Halsey, Jesse Tyler Ferguson, Michelle Visage, Justin Timberlake và Christina Aguilera. Hai người dẫn chương trình truyền hình đêm khuya Stephen Colbert và Bill Maher còn lên tiếng ủng hộ Spears trong các chương trình của họ vào những ngày sau lời khai. Em gái của Spears Jamie Lynn Spears cũng như các bạn diễn của cô trong Zoey 101 là Paul Butcher và Alexa Nikolas, và chồng cũ Kevin Federline cũng lên tiếng ủng hộ Britney.
Vào tháng 7 năm 2021, nhiều cá nhân hơn đã lên tiếng ủng hộ Spears, bao gồm cả chồng cũ Jason Alexander, cộng sự cũ Sam Lutfi, người bạn gia đình Jaqueline Butcher, Iggy Azalea, Elon Musk, will.i.am, AJ McLean, Dolly Parton, và Ariana Grande. Cũng trong tháng 7 năm 2021, Spears thuê một luật sư giải trí, Mathew S. Rosengart, để đại diện cho cô trong cuộc chiến pháp lý chống lại cha cô. Rosengart từng làm đại diện cho nam diễn viên Sean Penn và chiến thắng một vụ kiện bị nhà làm phim Lee Daniels phỉ báng. Vào tháng 9, Rosie O'Donnell lên tiếng ủng hộ Spears trong một bài báo cáo đặc biệt cho CNN về quyền bảo hộ, chia sẻ rằng cô đã cố gắng liên hệ với Spears nhiều lần. Tháng đó, Jimmy Kimmel cũng bình luận về vụ việc. Trong tháng 10, Spears cũng nhận được sự ủng hộ từ Olivia Rodrigo và Adele.
Nhiều người nổi tiếng khác bị đặt dưới quyền bảo hộ cũng bắt đầu được chú ý, điển hình như các nữ diễn viên Amanda Bynes and Nichelle Nichols. Tranh chấp quyền bảo hộ của Nichols đã được thảo luận tại các cuộc biểu tình #FreeBritney.

### Tác phẩm điện ảnh và truyền hình
Tranh chấp quyền bảo hộ đã được sử dụng làm nội dung cho nhiều phim tài liệu và tập phim truyền hình, bao gồm Britney: For the Record (2008) của MTV, phim tài liệu được đề cử giải Emmy của New York Times Framing Britney Spears (2021), và The Battle for Britney: Fans, Cash and a Conservatorship (2021) của BBC. Ngày 24 tháng 9 năm 2021, The New York Times phát hành bộ phim tài liệu tiếp theo của Framing Britney Spears, mang tên Controlling Britney Spears, như một phần của loạt phim trên FX và Hulu có tên gọi The New York Times Presents. Một bộ phim tài liệu dài tập của Netflix, có tựa đề Britney vs Spears, được phát hành vào ngày 28 tháng 9 năm 2021. Bộ phim Netflix năm 2020 I Care a Lot, với sự tham gia của Rosamund Pike, Peter Dinklage và Eiza González, liên quan đến một người bảo hộ "tạo ra một hệ thống khai thác tài chính và tình cảm quanh co"; tiền đề của bộ phim được ví như hoàn cảnh của Spears. Tương tự, cáo buộc bóc lột và lạm dụng Spears trong quyền bảo hộ được so sánh với các sự kiện diễn ra trong tập "Rachel, Jack and Ashley Too" của loạt tuyển tập Black Mirror, với sự tham gia của Miley Cyrus.